# 志賀高原

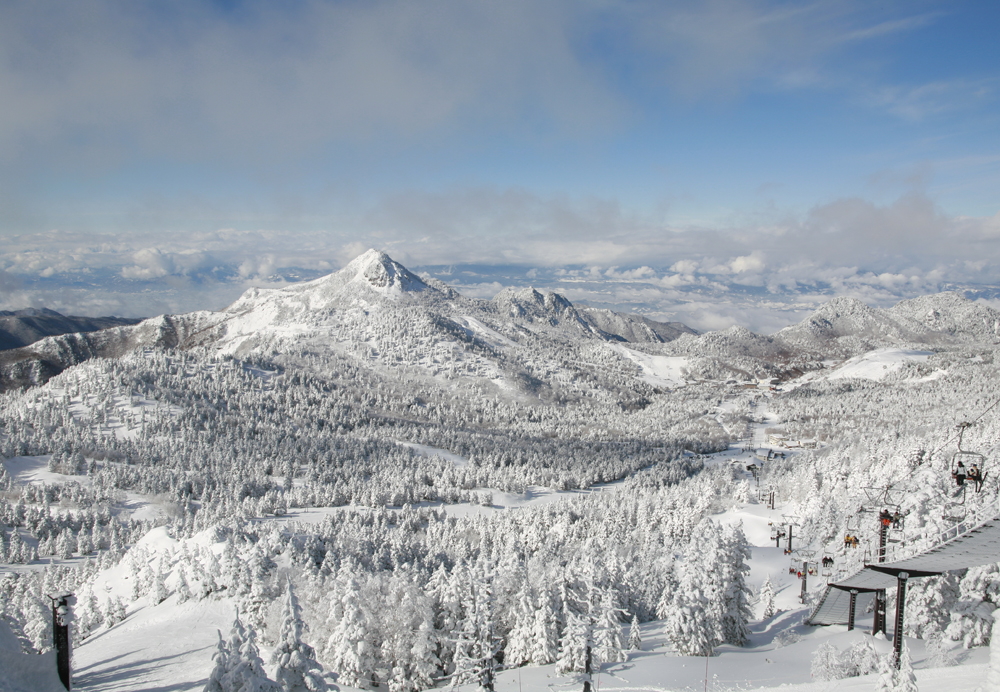
志賀高原（横手山より）

志賀高原（しがこうげん）は、上信越高原国立公園の一部である長野県下高井郡山ノ内町とその周辺一帯に広がる高原である。

## 区域
- 志賀高原の区域を明確に定義したものはない。
  - 長野電鉄の創設者神津藤平は、志賀山の麓付近のなだらかな平坦地および丘陵地一帯(大沼池、丸池、蓮池、琵琶池、木戸池周辺)を志賀高原と命名し[2]、スキー場などの開発を始めた。その後一の瀬地区や横手山地区にスキー場エリアが広がるとともに「志賀高原」を連想させる区域は広がりを見せた。
  - 環境省が指定する上信越高原国立公園の「志賀高原地域」は24,986haあり、その範囲は概ね西側境界が志賀草津道路の登り口、五輪山頂、竜王山頂、北側境界が木島平村のカヤの平や野沢温泉村の上の平、栄村の鳥甲山頂、東側境界が中津川(魚野川)、南側境界が群馬県境の範囲としている[1]。
  - 環境省は、志賀高原地域のうち志賀高原スキー場とこれに付随する宿泊施設等を含めた集団施設地区の区域面積を2,547.5haとしている。この区域には、草津・万座・浅間地域に属する渋峠スキー場の区域面積を含まない[3]。
  - ユネスコは、志賀高原エコパーク(生物圏保存地域)の核心地域として上信越高原国立公園の特別保護地区の一部である志賀山、鉢山、大沼池、四十八池周辺の691haを指定し、その周辺部にあたる上信越高原国立公園の特別地域・普通地域のうち山ノ内町、高山村の一部と群馬県の中之条町、草津町、嬬恋村の一部をあわせた17,569haを緩衝地域に指定しており[4]核心地域と緩衝地域を合わせた面積は18,260ha、さらに周辺の移行地域を加えると30,281haに及ぶ。
  - 志賀高原漁業協同組合が管理する指定河川の流域(漁場)は、雑魚川および中津川の切明より上流部分(魚野川)の流域をさし、東はエラクボ平や群馬県境の苗場山湿原の南端を含んだ地域(流域面積約21,230ha)である[5]。よって本流域面積は、高天ヶ原以南となる角間川流域の志賀山や横手山などの区域面積を含んでいない。
  - 山ノ内町観光連盟は、山ノ内町内を「湯田中渋温泉郷」「志賀高原」「北志賀高原」の三つの区域に分け、このうち志賀高原の区域をホームページ上の地図で青色(面積約17,500ha)で示している[6]。

- 北志賀高原は、一般的に志賀高原には含まれず[6]、竜王山山頂から東側部分などの一部区域を除き、上信越高原国立公園の志賀高原区域、志賀高原エコパークの緩衝地域、志賀高原漁業協同組合の水利権域のいずれの区域にも属していない。

- 南志賀高原は、高山村の上高井山田、七味、五色一帯の名称[7]であり、志賀高原には含まれない。

- 「志賀」の名称自体は、開発を主導した神津藤平の出身地である長野県内東信の北佐久郡志賀村（現・佐久市）に由来する。

## 地理

### 気候
- ケッペン気候区分にもとづく志賀高原の気候はDfb（亜寒帯湿潤気候）に属する。
- CLIMATE-DATA.ORG（データはオープンストリートマップから取得）による年間を通じた山ノ内町（標高1932m）の気候は以下のとおりである。

|             | 1月   | 2月   | 3月   | 4月  | 5月  | 6月  | 7月  | 8月  | 9月  | 10月 | 11月 | 12月 |
| ----------- | ----- | ----- | ----- | ---- | ---- | ---- | ---- | ---- | ---- | ---- | ---- | ---- |
| 気温(℃)     | -9.7  | -9.1  | -5.9  | 1.0  | 6.0  | 10.2 | 14.5 | 15.6 | 11.3 | 4.7  | -0.6 | -6.2 |
| 最高気温(℃) | -5.5  | -4.8  | -1.2  | 6.2  | 11.4 | 14.3 | 18.3 | 19.6 | 15.0 | 9.1  | 3.9  | -2.0 |
| 最低気温(℃) | -13.8 | -13.4 | -10.6 | -4.2 | 0.7  | 6.1  | 10.7 | 11.7 | 7.6  | 0.4  | -5.0 | -6.2 |
| 降水量(mm)  | 75    | 78    | 106   | 143  | 170  | 245  | 271  | 288  | 276  | 190  | 97   | 79   |

- 標高が1000メートル以上と高いために、夏でも最高気温が30度を超える真夏日になることは基本的になく、熱帯夜になることはまずない。
- 例年10月中旬から下旬頃に初雪を観測し、11月に入ると本格的な冬を迎える。日本海側気候に属するが、日本海に近い他の豪雪地帯に比べると若干内陸に位置しているため、平均の最深積雪量は2メートル半ば程度である。なお、標高2100mを超える渋峠の観測点では、4メートル超の積雪を記録する年もある。標高が2000mを超えるエリアでは、気温がマイナス20度以下になることもある。

### 地形・地質

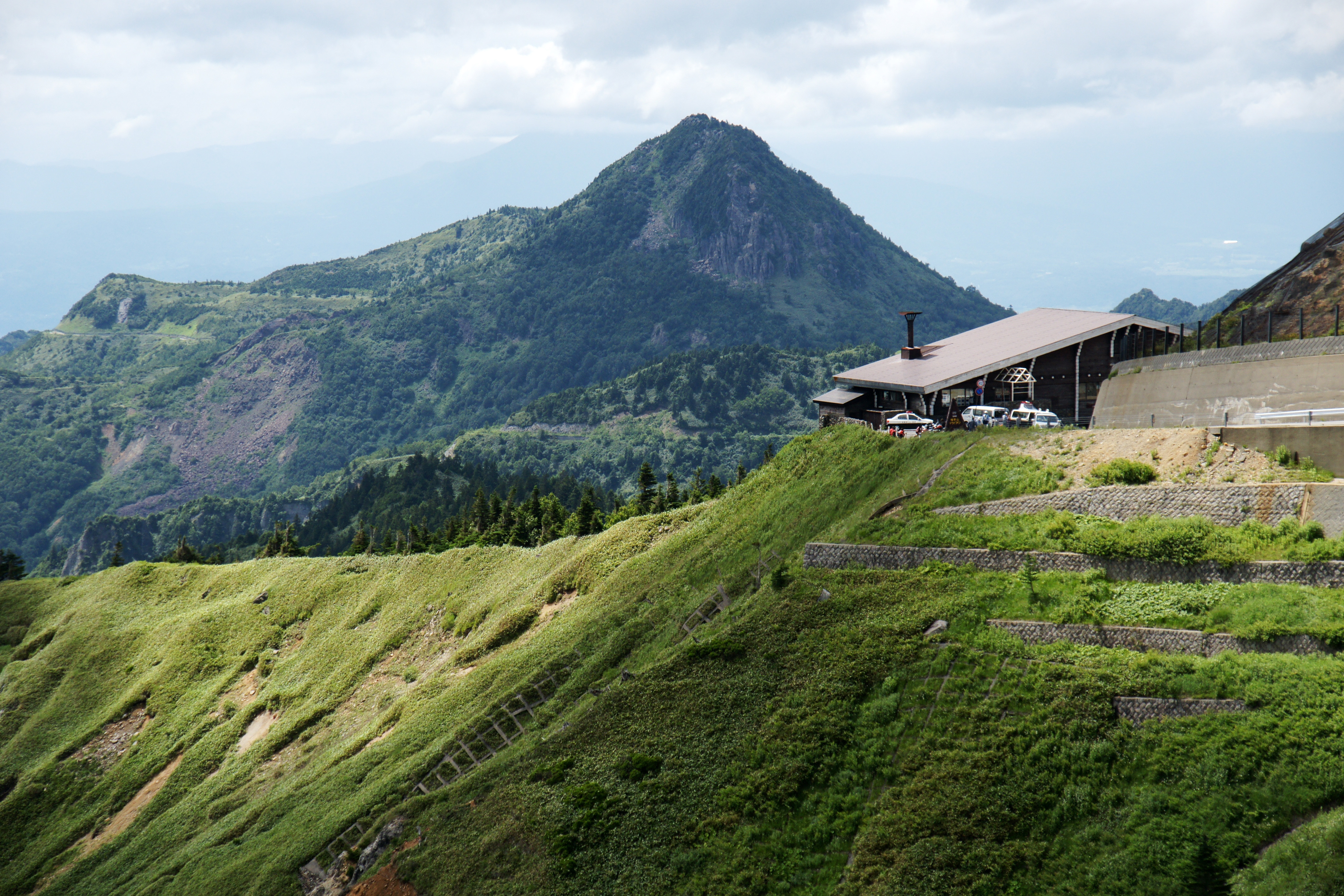
のぞき越しに望む笠ヶ岳

志賀高原地域は、その中心に2035.7mの志賀山をはじめ、鉢山、笠ヶ岳、東館山等が近接し、南は横手山から白根山（志賀高原地域外）方面に連なり、北東は岩菅山及び本地域で最高峰である裏岩菅山、北方は焼額山からカヤの平を経て毛無山へと連なり、北北東には雑魚川を隔てて台倉山から遠見山の稜線が鳥甲山まで連なる起伏に富んだ地形である。
志賀高原の中核に位置する志賀山の噴出物等は下流の谷を埋め、その後の浸食を受けて幕岩等の急崖や潤満滝、鳴洞滝を形成している。火山活動の結果、形成されたカルデラでは凹凸が生じ、多数の池及び湿原が創生された。岩菅山の南東域では、魚野川が岩菅山南東側を開析して両岸が切り立ったV字峡谷が形成され、また、カヤの平は本地域では珍しい噴出物に起因した平坦な地形を呈している。
また、本地域は降雪量が多いことから、標高2000m前後の山地には降雪による地形が形成されている。例えば岩菅山稜線東側では積雪に起因するカール地形、鳥甲山東壁急斜面には雪崩で形成されるアバランチシュートが特徴的である。
志賀高原地域は、新第三紀中新世のグリーンタフと呼ばれる緑色凝灰岩類を基盤とし、その上位を第三紀鮮新世の高井火山岩類が被覆している。さらに第四紀更新世前～中期の火山活動による噴出物が火山の形状を一部で残して被覆する。噴出物の多くは安山岩質から石英安山岩質まで変化に富む。また、魚野川流域のうち、低標高域は本地域の基盤をなす第三紀中新世のグリーンタフと呼ばれる変質を受けた海底火山噴出物及び深海底堆積物が見られ、山体の高標高域は基盤岩を広く被覆する安山岩等の火山岩類である。
注目すべき地形・地質として、志賀山の噴火によって形成された渦巻き溶岩流のほか、溶岩が冷えて固まる際に生じる柱状節理があり、本地域西側を流下する角間川の浸食により露頭した急崖である幕岩のほか、岩菅山の山稜下部や、鳥甲山南東部の急崖である布岩や稜線の東側急斜面部に見られる。

### 山
志賀高原スキー場を取り囲む主な山は以下のとおり（国土地理院地形図に記載されているもの）。

| 山岳名称   | 標高(m) | 備考※ | 備考※ |
| ---------- | ------- | ----- | --- |
| 裏岩菅山   | 2341    | ○     | 志賀高原地域の最高峰。山頂直下が長野冬季オリンピック滑降コースのスタート地点となる構想があった。                                      |
| 横手山     | 2307    | ○     | 三角点の標高は2305.0m。横手山スキー場は日本一標高の高いスキー場、横手山山頂ヒュッテには日本一標高の高い所で営業しているパン屋がある。 |
| 岩菅山     | 2295.3  | ○     | スキー場開発構想が白紙となり西側麓は貴重な原生林が残っている。                                                                        |
| 烏帽子岳   | 2230.7  |       | 岩菅山と切明を結ぶ稜線上に存する。 |

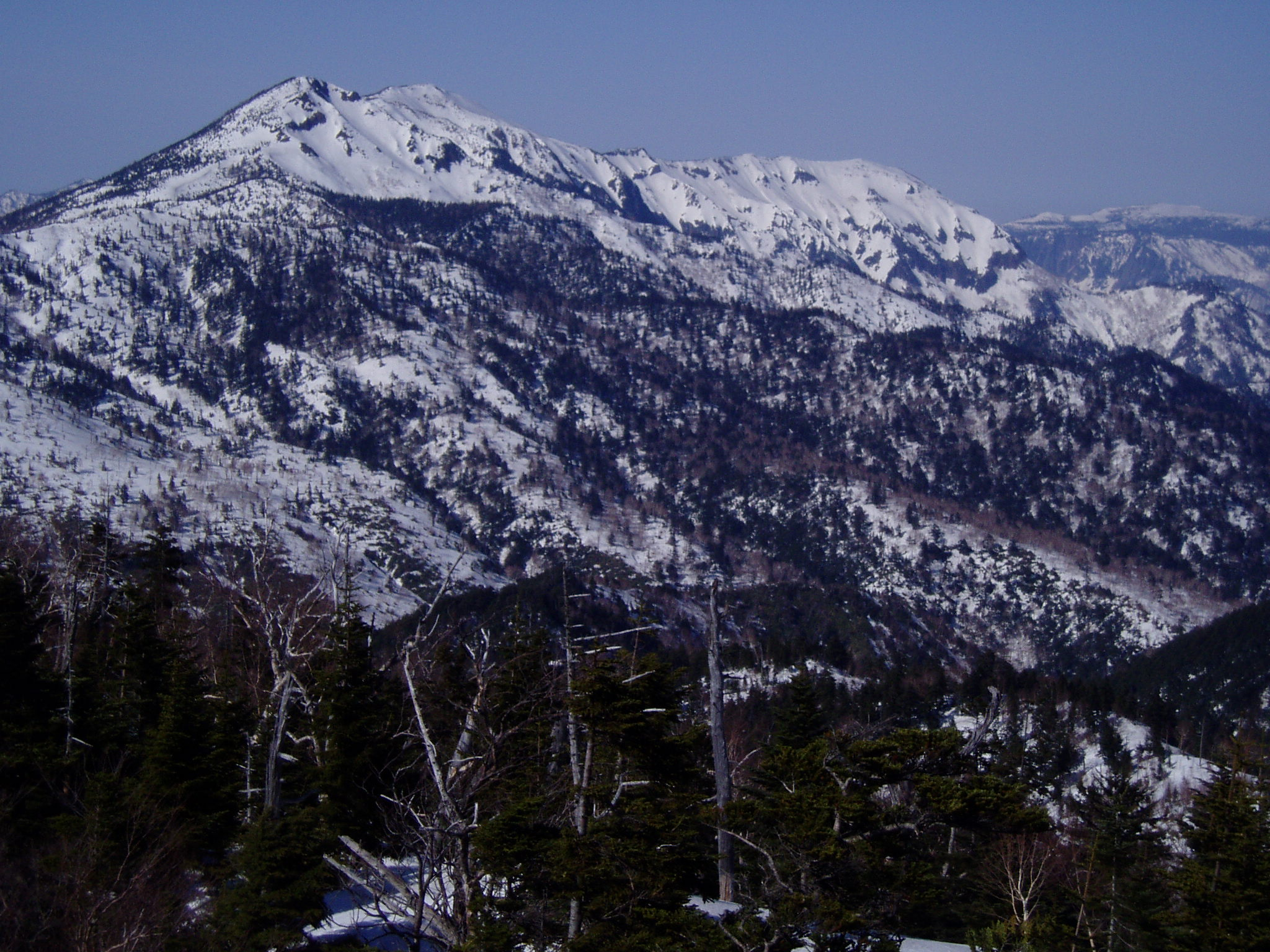
岩菅山

| 寺子屋峰   | 2125.2  | ○     | 北西麓(標高900～2060m)に寺子屋スキー場が広がる。                                                                                      |
| 赤石山     | 2109    | ○     | |
| 大高山     | 2079.6  |       | |
| 笠ヶ岳     | 2075.9  | ○     | 志賀高原区域外の西麓(標高1490～1770m)に山田牧場が広がる。地元では一般的に「笠岳」と呼ばれている。                                     |
| 鉢山       | 2041    | ○     | 代表的な火山砕屑丘地形のひとつ。 |
| ダン沢ノ頭 | 2040.5  |       | |
| 鳥甲山     | 2037.7  |       | 山頂付近は代表的なアバランチシュート地形の一つ。                                                                                      |
| 志賀山     | 2035.7  | ○     | 志賀山の東400メートルの位置に裏志賀山(標高2037m)がある(地形図には不記載)。                                                            |
| 焼額山     | 2011    | ○     | 三角点の標高は1960.4m。南東麓(標高1550～2000m)に焼額山スキー場、北東麓(同1470～2005m)に奥志賀高原スキー場が広がる。                   |
| 東館山     | 1994    | ○     | 南西麓に東館山スキー場、南東麓に寺子屋スキー場および北西麓に一の瀬ファミリースキー場等が広がる。                                      |
| 竜王山     | 1936    |       | 志賀公園区域外の北西麓(標高930～1920m)に竜王スキーパークが広がる。地形図では三角点(小竜王山、標高1900.2m)を竜王山と記載している。     |
| 笠法師山   | 1918.7  |       | |
| 台倉山     | 1852.9  |       | |
| 坊寺山     | 1839.6  | ○     | |
| 遠見山     | 1841    |       | |
| 又七山     | 1810    |       | |
| 西館山     | 1756.6  | ○     | 南麓に西館山スキー場が広がる。 |
| 高標山     | 1747.3  |       | |
| 大次郎山   | 1662.1  |       | |
| 毛無山     | 1649.6  |       | 北麓(標高565～1645m)に広がる野沢温泉スキー場のうち上の平ゲレンデ以南が志賀高原地域に含まれる。                                        |
| 五輪山     | 1620.3  |       | 旧ごりん高原スキー場、アワラ湿原および三ヶ月湖などの一帯は志賀高原地域には含まれない。                                                |
| 丸山       | 1576.9  |       | |
| 木島山     | 1571.8  |       | |
| 城蔵山     | 1565    |       | |
| 旭山       | 1524    | ○     | |

※　○は志賀高原スキー場を取り囲む山岳。

### 湖沼・滝
今から20万年前頃、志賀山などの火山活動により周囲の川が堰き止められ、志賀湖と呼ばれる湖ができた（堰止湖）。火山活動はなおも続き、湖がほぼ埋め尽くされた結果、現在の志賀高原の大部分が湿地帯になり、埋め残った所に沼や池がある。
池の水は農業用水として利用されるほか、中部電力の水力発電所（平穏第一・第二・第三発電所）に送水し、合計最大1万6700キロワットの電力を発生する。

#### 志賀高原スキー場区域近辺
志賀高原観光協協会が発行している「SHIGA KOEN TREKKING MAP」(2020年)記載のものは以下の通りである。
- 水無池
- 大沼池（おおぬまいけ）
  - 志賀高原最大面積の湖沼。pH4.4という強酸性であるゆえ、水中には生物はほとんど生息しない。大蛇が住むと言われ、黒姫伝説の舞台である。その大蛇を祭る神社があり、水中に鳥居がある。毎年8月下旬に大蛇祭りが行われている。
- 一沼（いちぬま）
  - 湯田中方面から来て、最初にある湖沼なので、このように呼ばれている。秋には紅葉がきれいな場所であるが、国道292号沿いに車を止める者が多い。サンバレーに無料の駐車場がある。
- 琵琶池（びわいけ）
- 丸池（まるいけ）
- 蓮池（はすいけ）
- 長池（ながいけ）
- 下の小池（したのこいけ）
- 上の小池（うえのこいけ）
- 三角池（みすまいけ）
- 木戸池（きどいけ）
- ひょうたん池（ひょうたんいけ）
- 渋池（しぶいけ）
- 鉢池（はちいけ）
  - 鉢山の噴火口にできた火口湖である。
- 逆池（さかさいけ）
  - 大沼池から流れ出る横湯川の支流にあたる川で、下流側からの風が吹きやすく、水流が下流から上流へ流れているように見えることから、このように呼ばれている。
- 稚児池（ちごいけ）
- 白樺池
- お釜池
- 鬼の相撲場の池
- 志賀の小池
- 黒姫池
- 元池
- 澗満滝（かんまんだき）
  - 落差107mの直瀑

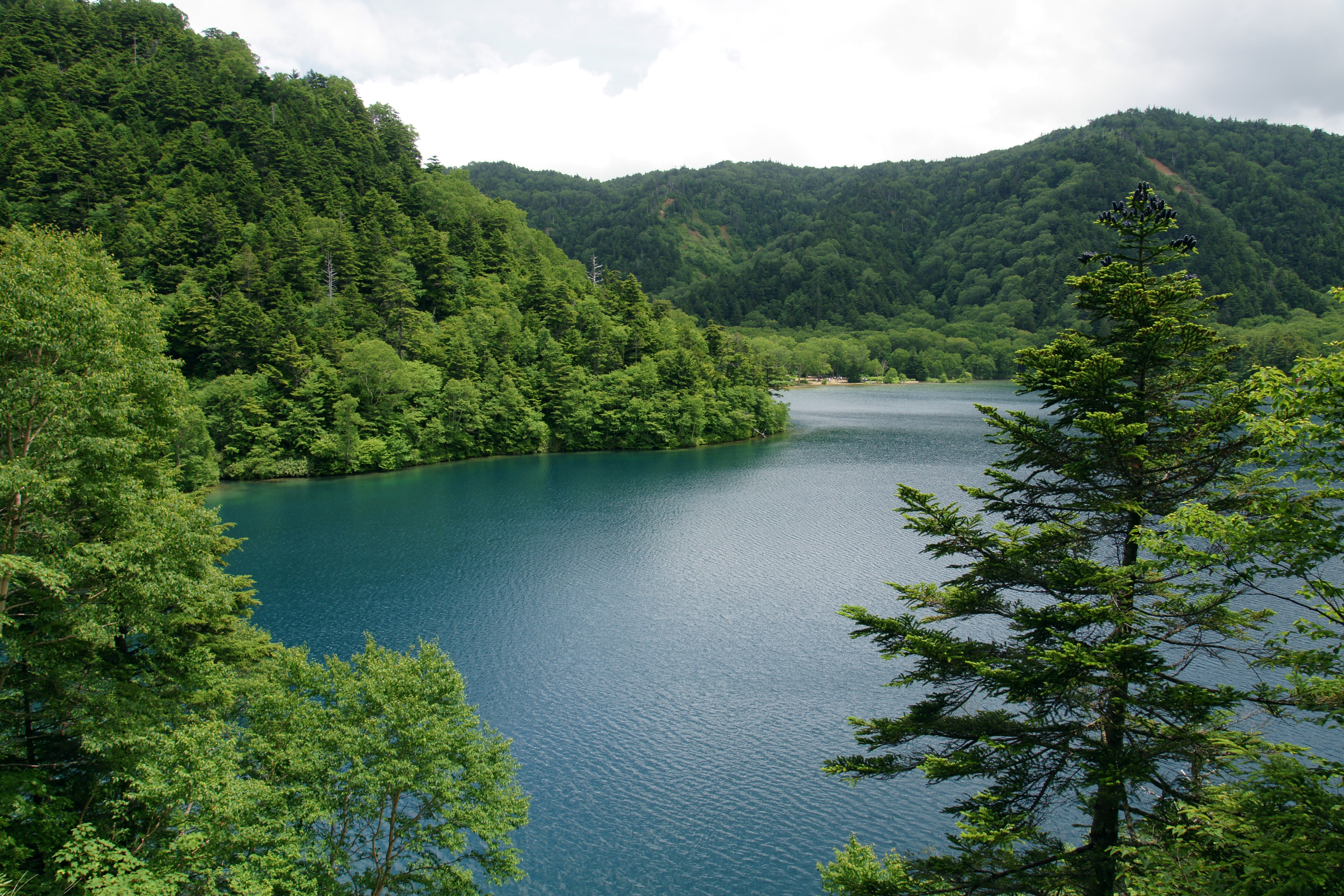
大沼池
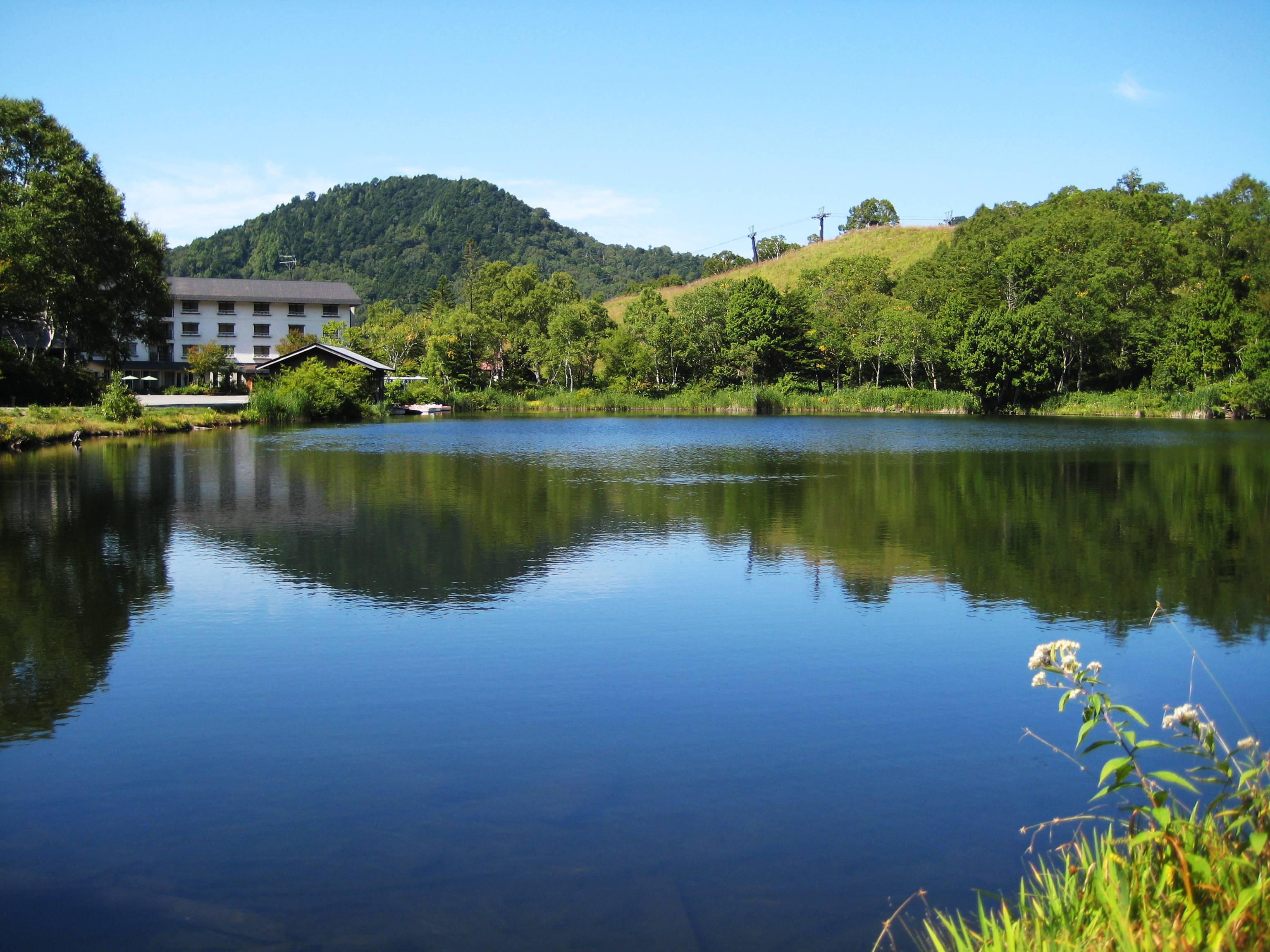
木戸池
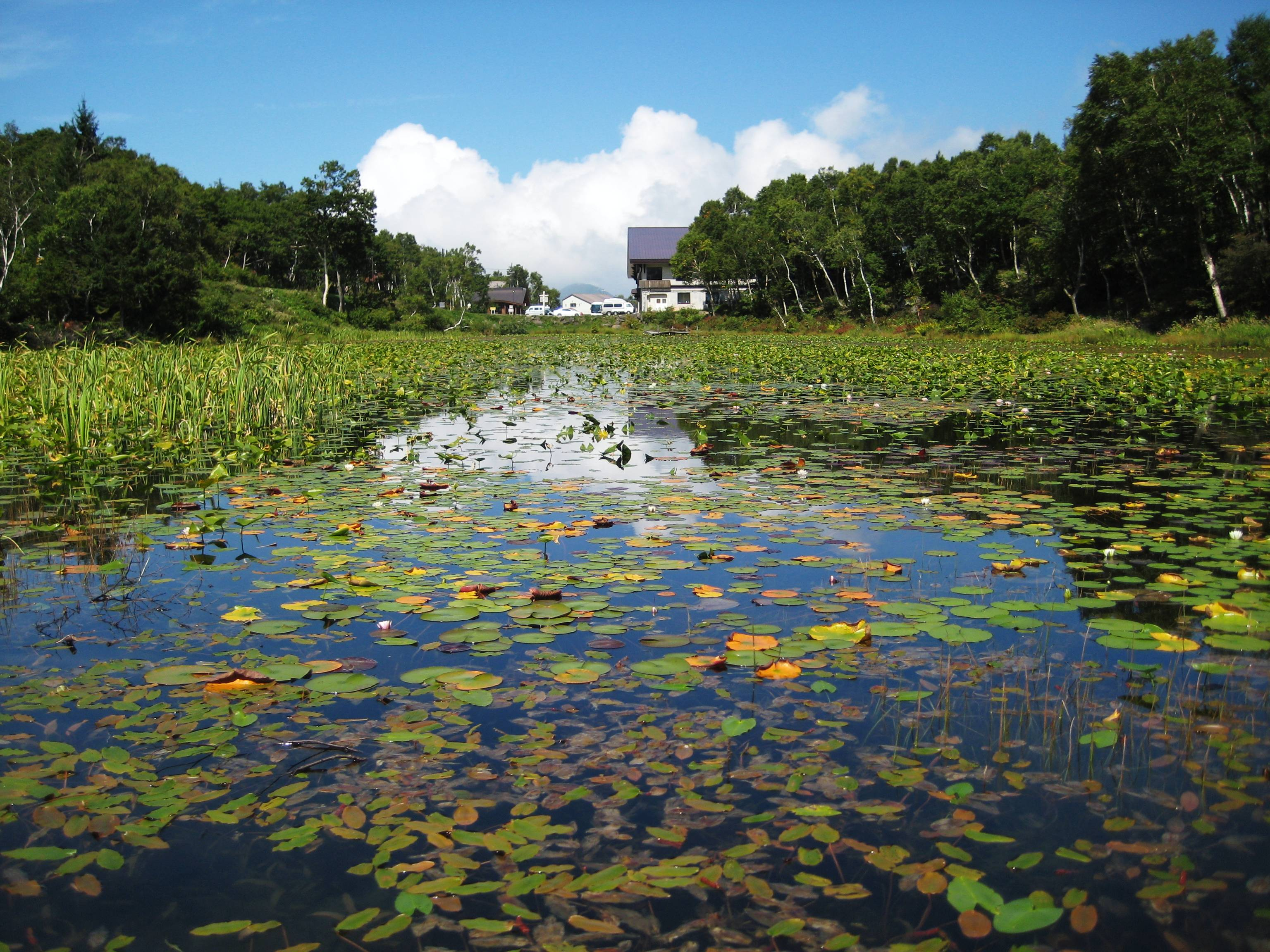
蓮池
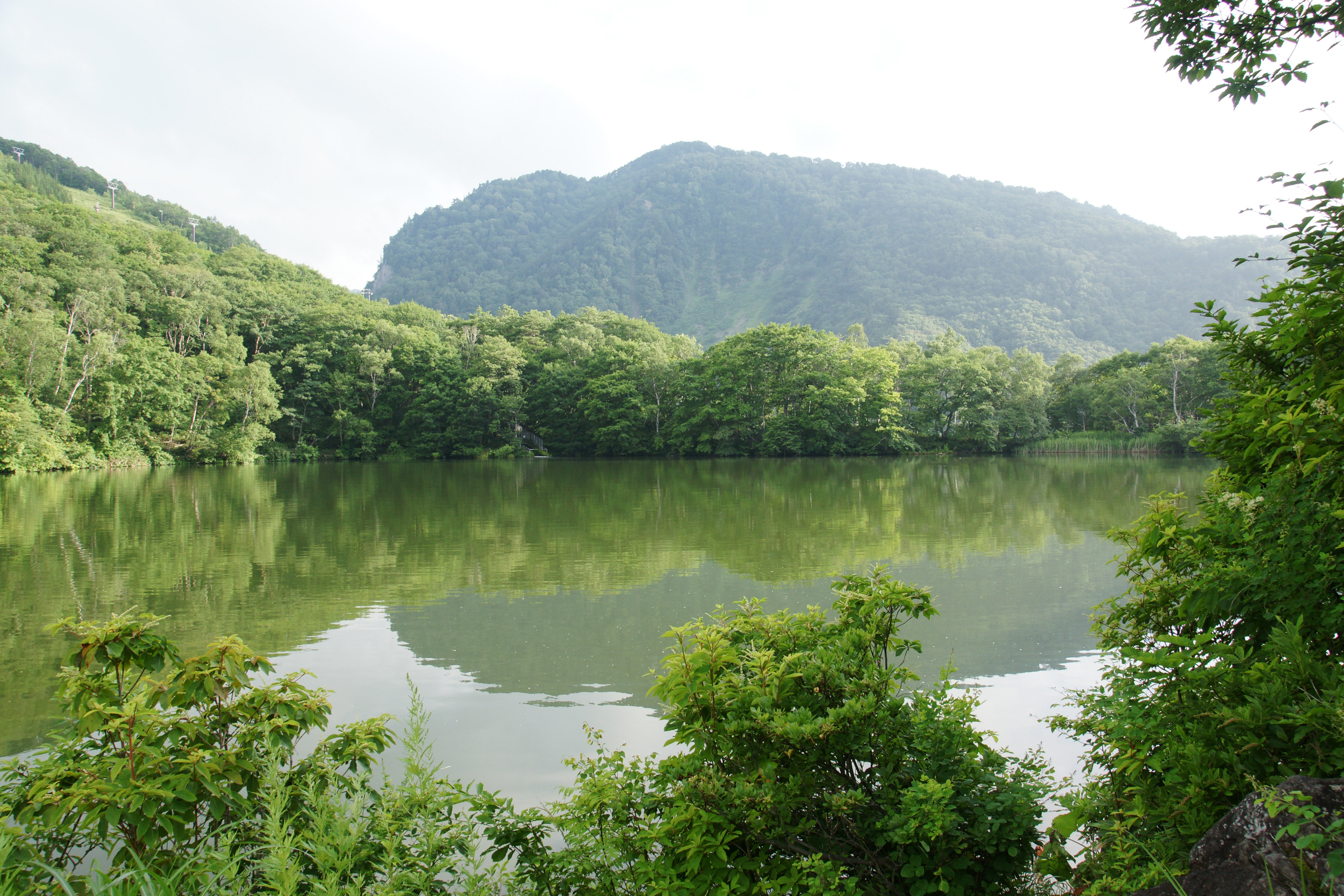
丸池
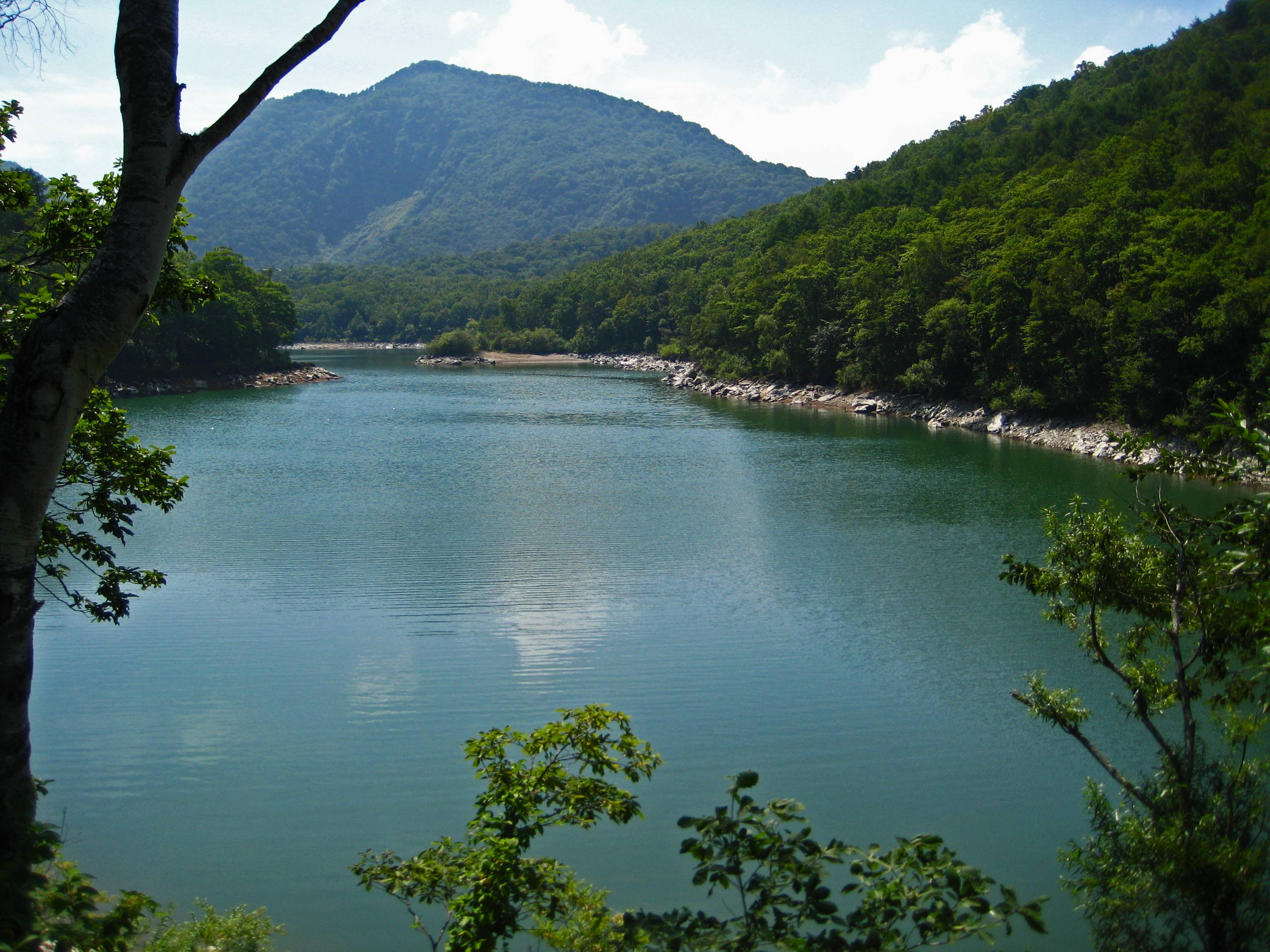
琵琶池
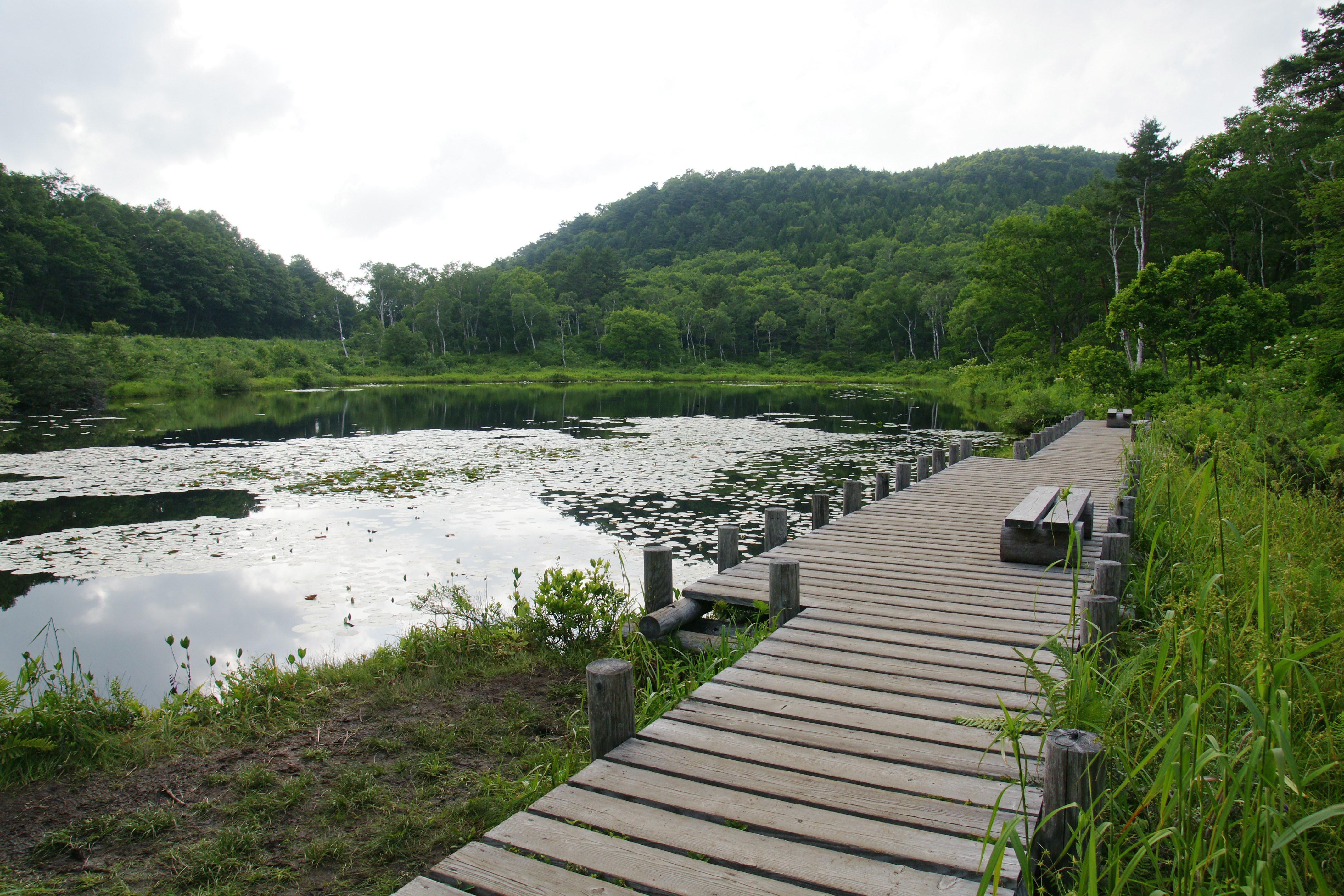
一沼
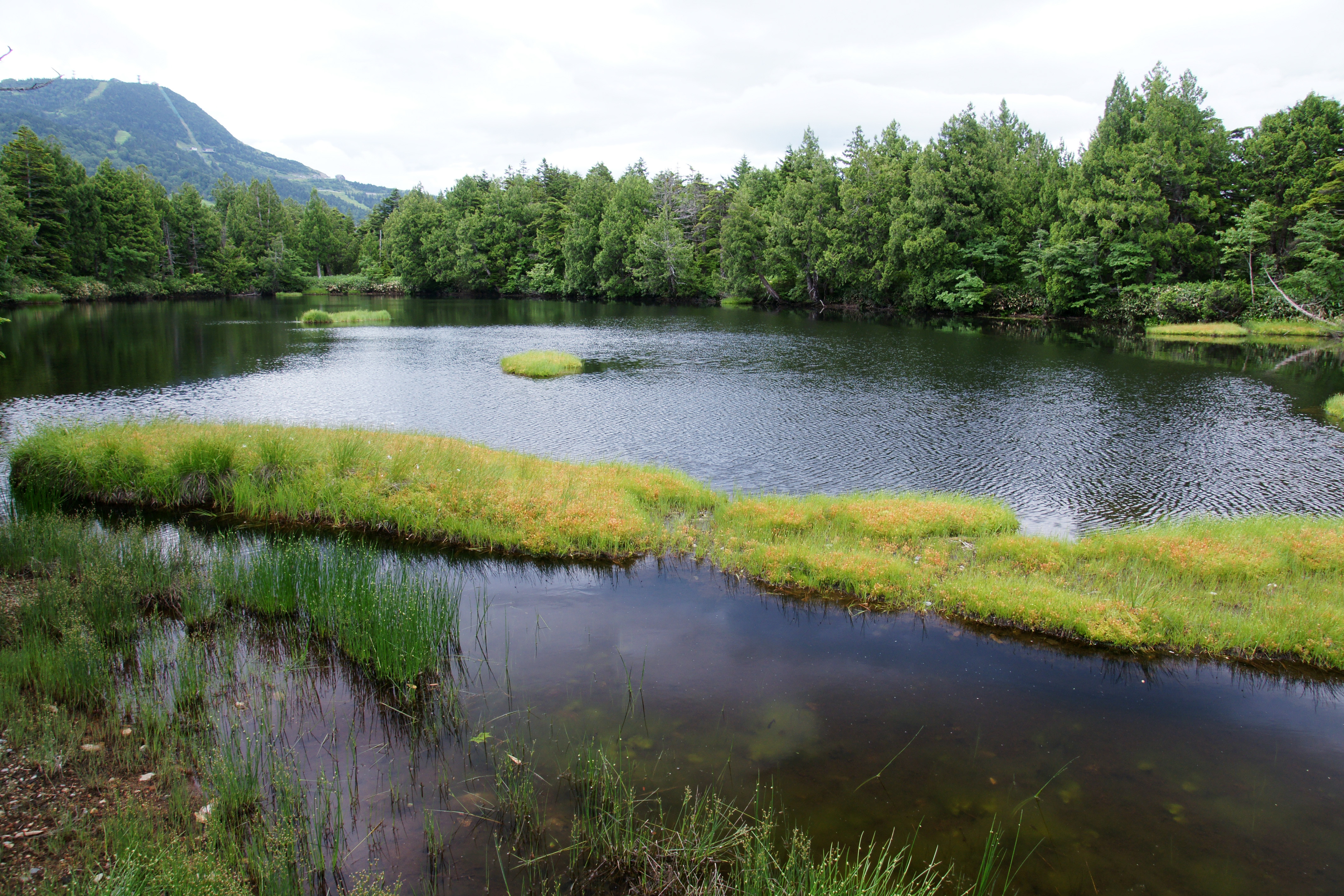
渋池
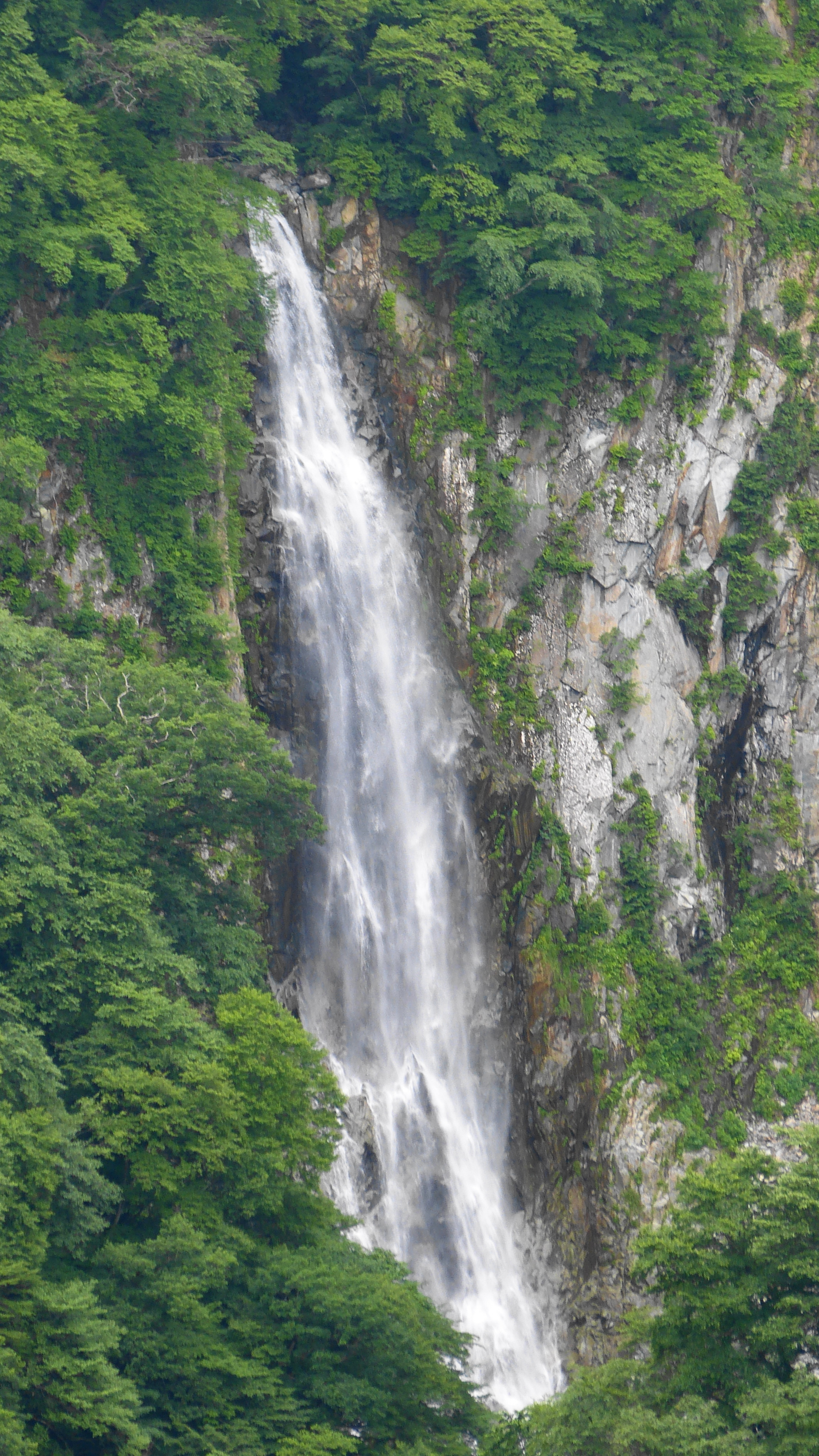
澗満滝

#### 上信越高原国立公園志賀高原地域
国土地理院が発行する地形図に記載される湖沼、滝のうち上記以外のものは以下の通りである。
- 巣鷹湖
- 遠見の池
- 大滝（おおぜん）

### 湿原
四十八池湿原、田ノ原湿原、高天ヶ原・一ノ瀬湿原、焼額山湿原、北ドブ湿原（カヤの平）、一沼などが、「志賀高原周辺湿原群」として環境省から「生物多様性の観点から重要度の高い湿地（略称「重要湿地」）」に選定されている。
- 四十八池湿原（しじゅうはちいけしつげん、四十八池）
  - 志賀山と鉢山の間、標高1880メートルに位置する。一つのまとまった池ではなく、湿地に池が点在する地域を指す。実際には60ほどの池があり、天候などにより増減する。
- 高天ヶ原・一ノ瀬湿原（たかまがはら・いちのせしつげん）
- 田ノ原湿原（たのはらしつげん）
- 長池湿原（ながいけしつげん）
- 日影湿原（ひかげしつげん）
- 前山湿原（まえやましつげん）
- 焼額山湿原（やけびたいやましつげん）
- 北ドブ湿原（きたドブしつげん）

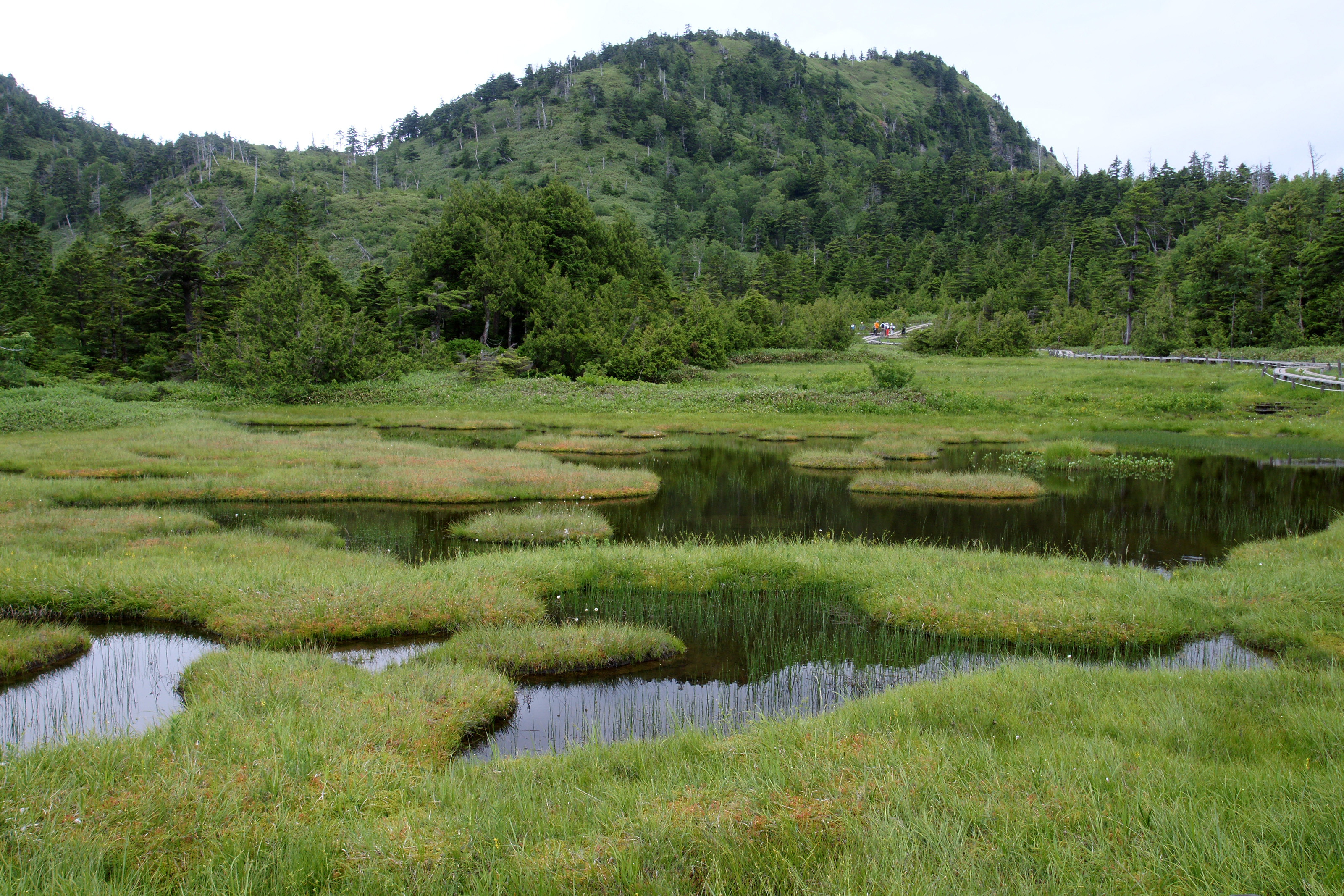
四十八池湿原
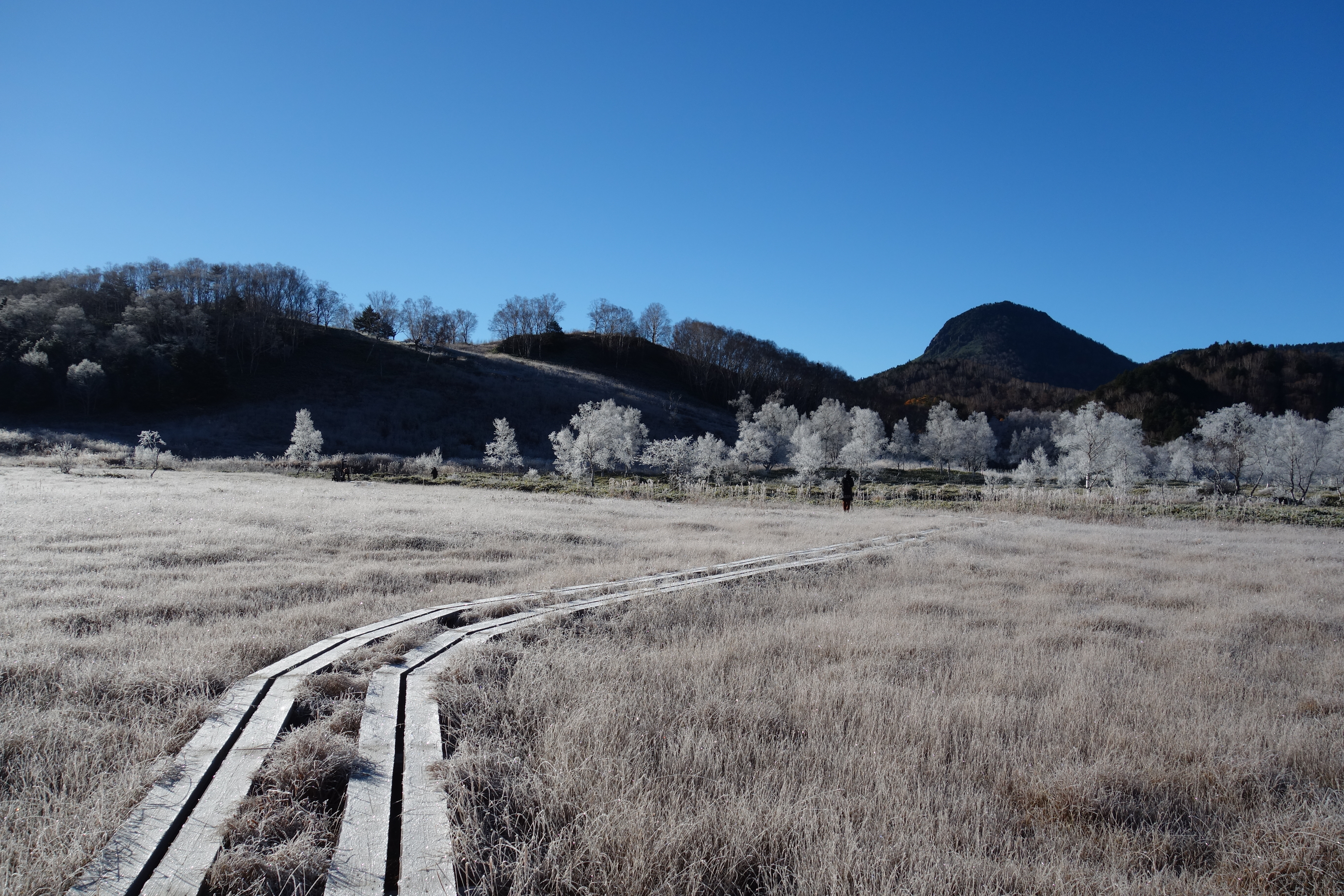
霧氷の田ノ原湿原
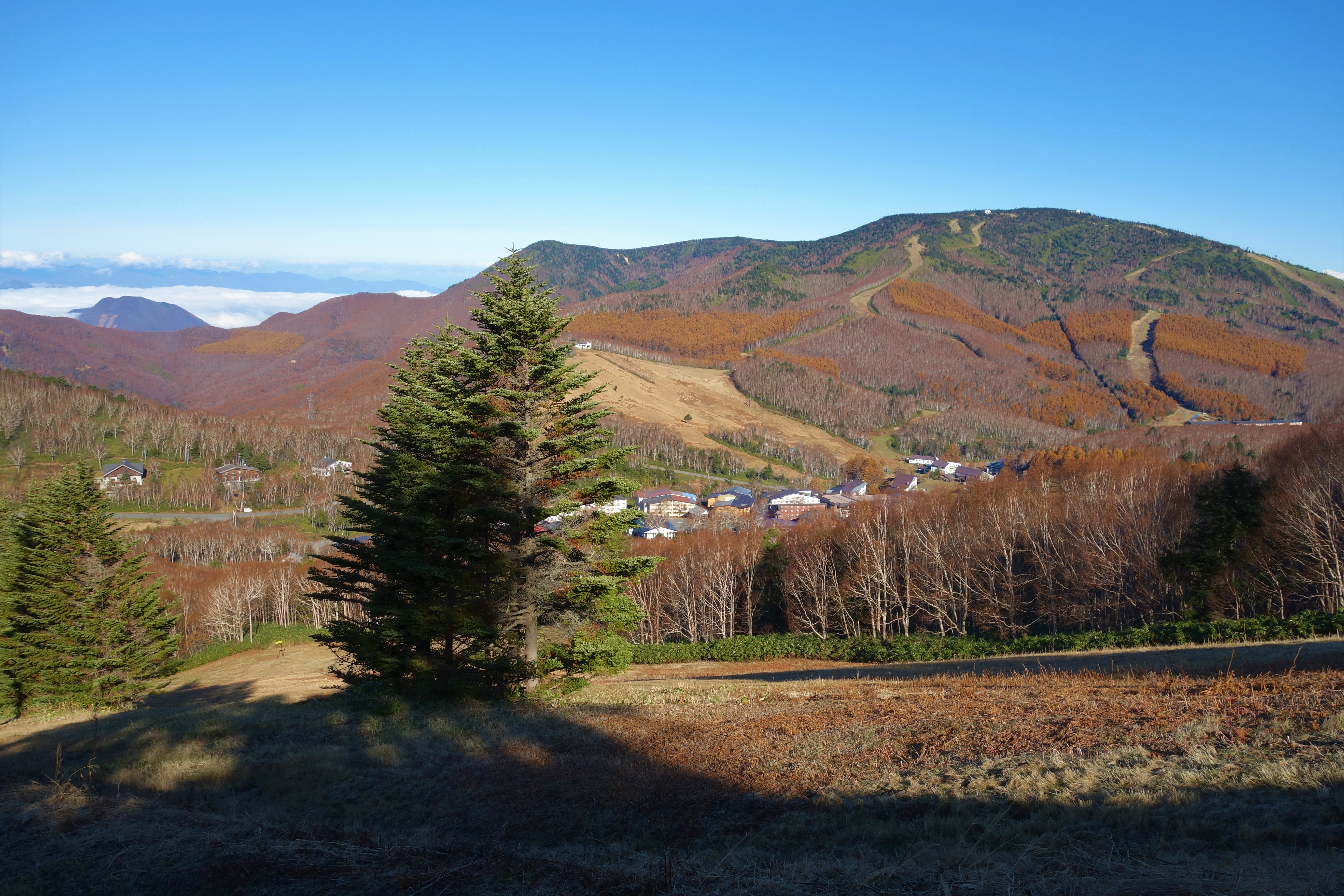
高天ヶ原からの焼額山

### 自然現象
志賀高原地域周辺では、火山及び気象、水象に関する特徴的な自然現象が見られる。本地域の南西部に位置する地獄谷温泉は角間川の河床から湧出し、北東境界付近に位置する切明温泉は魚野川と雑魚川の合流地点付近の河床から湧出する。また、渋の地獄谷噴泉は、国の天然記念物の指定を受けている。
本地域は標高が高く、厳冬期には気温が日中でも氷点下となるため、標高の高い場所に生育する主として落葉広葉樹の枝に霧氷が形成されやすい。樹氷については、厳冬期にオオシラビソに過冷却の水滴が当たることで形成されるが、本地域では横手山山頂付近で特に樹氷が観察される。また、湧水については、切り立った溶岩の急崖等から亀裂を介して起こるほか、溶岩端部等でも見られる。特に、潤満滝脇の湧水を導水する沓打名水公園内や大沼池入口付近の清水名水公園内等は、地元においても湧水を得られる場所としてよく知られ、湧き出た沢水などは志賀高原内の飲料水になっている。さらに、今も数多くの灌漑用水路が残り、麓の農業用水や山ノ内町全体の飲料水になるほど利用されている。

## 生物
自然が豊富で、動植物は多岐にわたり生息している。

### 動物
志賀高原地域周辺では、オコジョやツキノワグマ、カモシカといった哺乳類から、ヒガラ、ビンズイといった森林性鳥類、河川や湖沼に生息する両生類・爬虫類や魚類・昆虫類等まで、複雑な山岳環境下に多種多様な生物の生息が見られる。特に、国内希少野生動植物種に指定されているイヌワシは、本地域内に複数個体の生息が確認されており、本地域の豊かな自然環境の指標であるといえる。また、雑魚川及び魚野川源流域に生息する在来イワナ個体群は、志賀高原漁業協同組合の長年の保全活動により、現在でも流域単位の遺伝的固有性を保持している。岩菅山の高山帯及び雪崩草地、魚野川源流域のブナ林内のギャップ等に成立する草地には、ベニヒカゲ等の高山性蝶類、オオゴマシジミ等の希少なシジミ類の生息域となっている。
- ホンドオコジョ（準絶滅危惧(NT)）

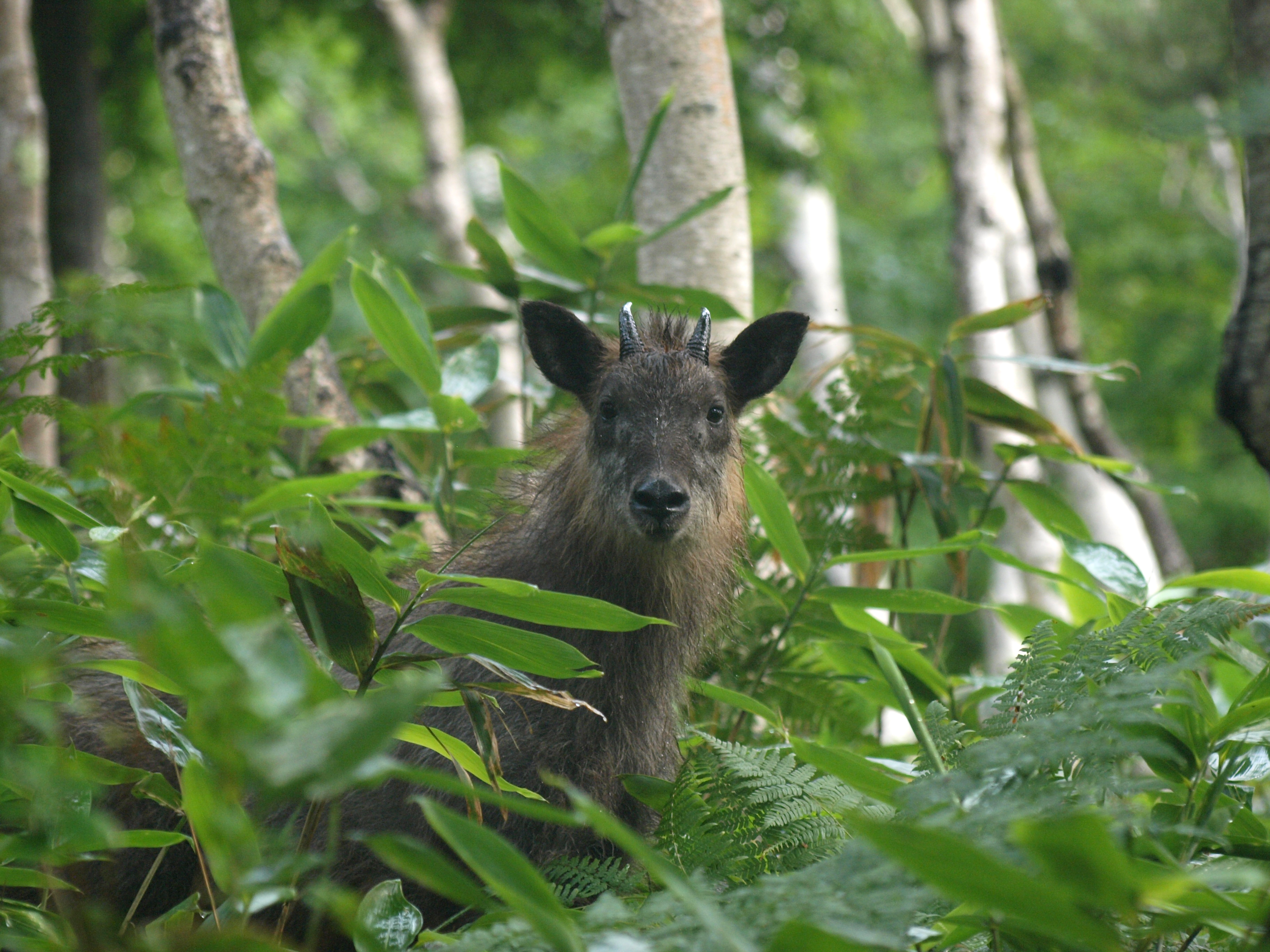
志賀高原のニホンカモシカ

  - 長野県の天然記念物である[9]。志賀高原のマスコット的存在である。
- ホンドタヌキ
- ニホンツキノワグマ
- ホンドテン
- ニホンカモシカ（国の特別天然記念物）
- ニホンザル（ホンドザル）
  - 日光などと同様に、食料を狙った強奪などが問題になっている。
- トウホクノウサギ
- ホンドリス
- ホンドギツネ
- ヤマネ（準絶滅危惧(NT)）

### 昆虫
四十八池湿原、田ノ原湿原、高天ヶ原・一ノ瀬湿原、焼額山湿原、北ドブ湿原（カヤノ平）、一沼などが、「志賀高原周辺湿原群」として環境省から「生物多様性の観点から重要度の高い湿地（略称「重要湿地」）」に選定されており、キイロマツモムシの南限生息地であり、エゾイトトンボ・ルリイトトンボ・モイワサナエ・カオジロトンボ・チャイロシマチビゲンゴロウなどの昆虫類が見られる。これ以外に以下のような昆虫もいる。
- ゲンジボタル（石の湯）
  - ほたる温泉の由来である。日本一高い標高（約1600m）に生息し、成虫の発生期間も日本一長く，5月から11月に及ぶ[10]。
  - 「志賀高原石の湯のゲンジボタル生息地」として平成20年（2008年）3月28日付で国の天然記念物に指定された。
- アサギマダラ
- ゴマダラカミキリ
- タマムシ

### 植物
志賀高原地域は、日本海に近く、標高が1000m以上の地域に位置することから、比較的低標高域のブナ、ナラ等を中心とした植生から、高標高域のオオシラビソやコメツガ等の針葉樹林、並びに広葉樹のダケカンバまで連続的な分布が見られる。また標高2000m付近の稜線等ではハイマツ帯が見られ、森林限界より高標高域では高山植物の群落が形成されている。
岩菅山南東の魚野川源流域には手つかずの状態で残されている広大なブナまたはオオシラビソ等の原生林が広がっているほか、岩菅山から裏岩菅山にかけての稜線部に見られるお花畑には、ハクサンコザクラ等の高山植物が見られ、貴重な景観要素を有している。岩菅山の東側斜面では、頻繁に発生する雪崩に起因する低木群落が見られ、高山帯と合わせてジョウシュウオニアザミ、ホソバコゴメグサ等の分布範囲の極めて狭い草本類の生育地となっている。
岩菅山の北西斜面の崖地には、本地域では珍しいイチョウシダ等の希少な石灰岩植物が見られ、多様性に富んだ植物相が認められる。
その他、本地域で特筆すべきものとして、志賀山周辺の地域における高層湿原が挙げられる。火山活動により無数の凹地が形成されたことで大小様々な池及び高層湿原が形成されており、いずれも貴重な湿性植物が育成している。特に、北ドブ湿原には分布が南限に当たるチシマウスバスミレ、オオバタチツボスミレの2種が生育しており、植物地理学上も極めて重要である。
東館山山頂には東館山高山植物園が設けられている。四十八池湿原、田ノ原湿原、高天ヶ原・一ノ瀬湿原、焼額山湿原、北ドブ湿原（カヤの平）、一沼などが、「志賀高原周辺湿原群」として環境省から「生物多様性の観点から重要度の高い湿地（略称「重要湿地」）」に選定されており、ミカヅキグサ－ミヤマイヌノハナヒゲ群落，ヌマガヤ（イネ科の多年草）群落などの湿原植生が見られる。
これ以外に、アカモノ、イワカガミ、ウスユキソウ、ウメバチソウ、エンレイソウ、オオカメノキ、オオシラビソ、オオバミゾホオズキ、オガラバナ、オヤマリンドウ、キヌガサソウ、キンコウカ、コケモモ、ゴゼンタチバナ、コバイケイソウ、コマクサ、コミネカエデ、コメツガ、サンカヨウ、シラカンバ（白樺）、シラネアオイ、ゼンテイカ（ニッコウキスゲ）、ダケカンバ、タテヤマリンドウ、チシマザサ（根曲がり竹）、チングルマ、ツリバナ、ナナカマド、ノリウツギ、ヒオウギアヤメ、ヒカリゴケ、ヒメシャクナゲ、フタリシズカ、マタタビ、マツムシソウ、ミズキ、ミズバショウ、ムラサキヤシオツツジ、モウセンゴケ（食虫植物）、ヤナギ、ヤハズハンノキ、ユキザサ、レンゲツツジ、ワタスゲなどがある。

## 観光
火山地帯ならではの豊富な湧出量を持つ多数の温泉は江戸時代から知られ、近傍の松代藩出身である幕末の洋学者・佐久間象山もこの地域の温泉を賞揚した。
標高が高く自然環境に恵まれ、積雪量も多い条件から、スキーや登山、避暑などを中心とした近代的なリゾート開発の歴史も古い。早くも1920年代から地元住民・自治体と、1927年に湯田中駅まで鉄道を開通させた長野電鉄グループとのタイアップで、第二次世界大戦前から観光地としての開発が進められた。
- 春には春スキー・ミズバショウの開花や新緑、夏は避暑・トレッキングや登山、秋は紅葉、冬は雪上のウィンタースポーツと一年中賑やかである。

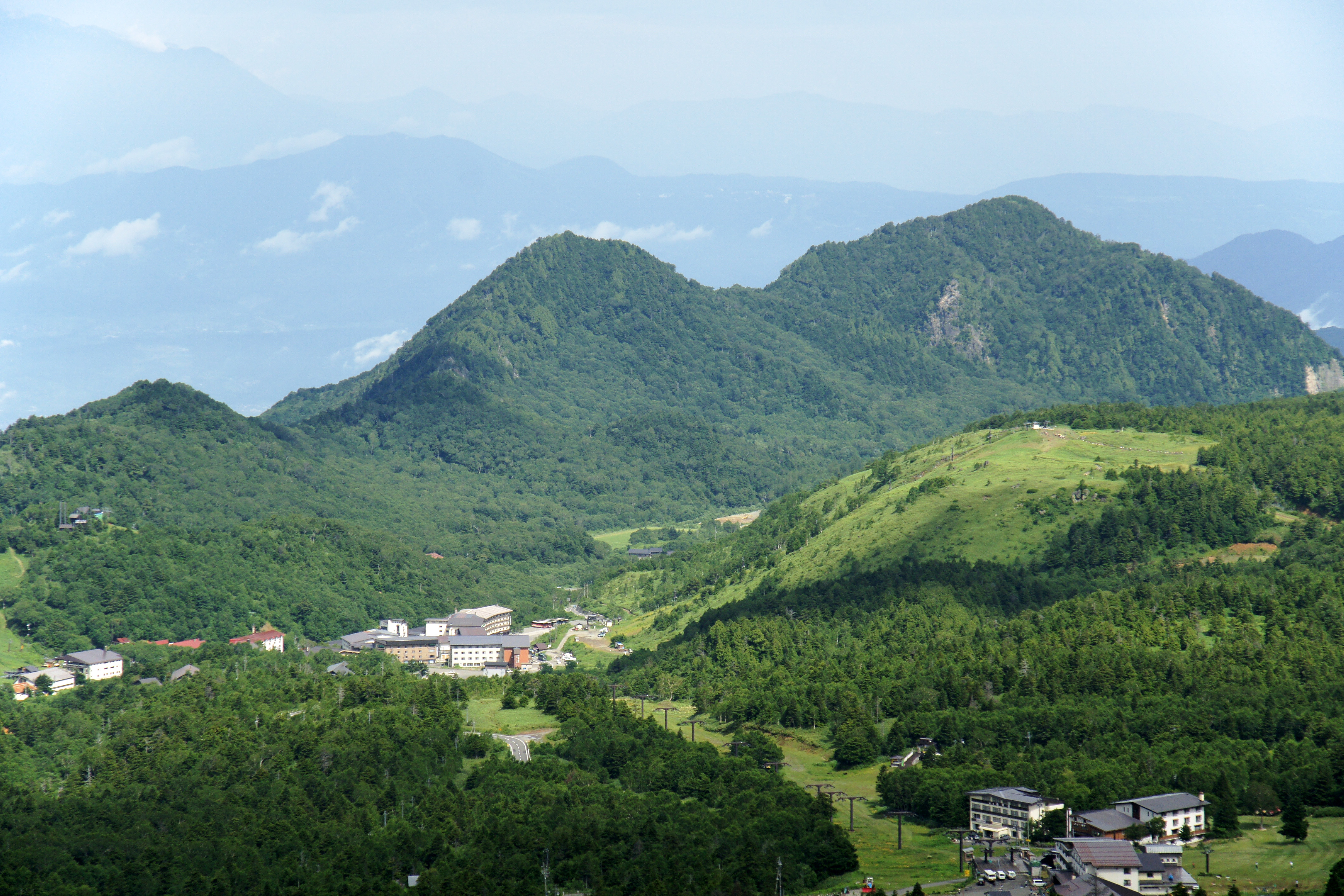
熊の湯温泉

- 大小18のスキー場から構成される志賀高原スキー場がある。1998年冬季の長野オリンピックでは、そのうちの焼額山スキー場、東館山スキー場が一部競技に使用され、高天ヶ原マンモススキー場が練習用に使用された。
- 奥志賀高原には、皇太子夫妻が滞在することがあるホテルがある。(グランフェニックス）
- 志賀高原は温泉も湧き出ている。（後述）
- 焼額山には西武グループの志賀高原プリンスホテルがある。

### スキー場
総称して志賀高原スキー場と呼ばれている。戦前から開発が進められており、白馬エリアと並んで、日本屈指の一大スキー場地帯である。
当初こそ小規模ではあったが戦前から著名なスキーリゾートであり、戦時中を除いて日本でのスキーブームに伴う開発が進められてきた。1947年には当時この地域を軍関係者のリゾート地としたGHQの意向により、日本で最初のスキーリフトが掛けられた。

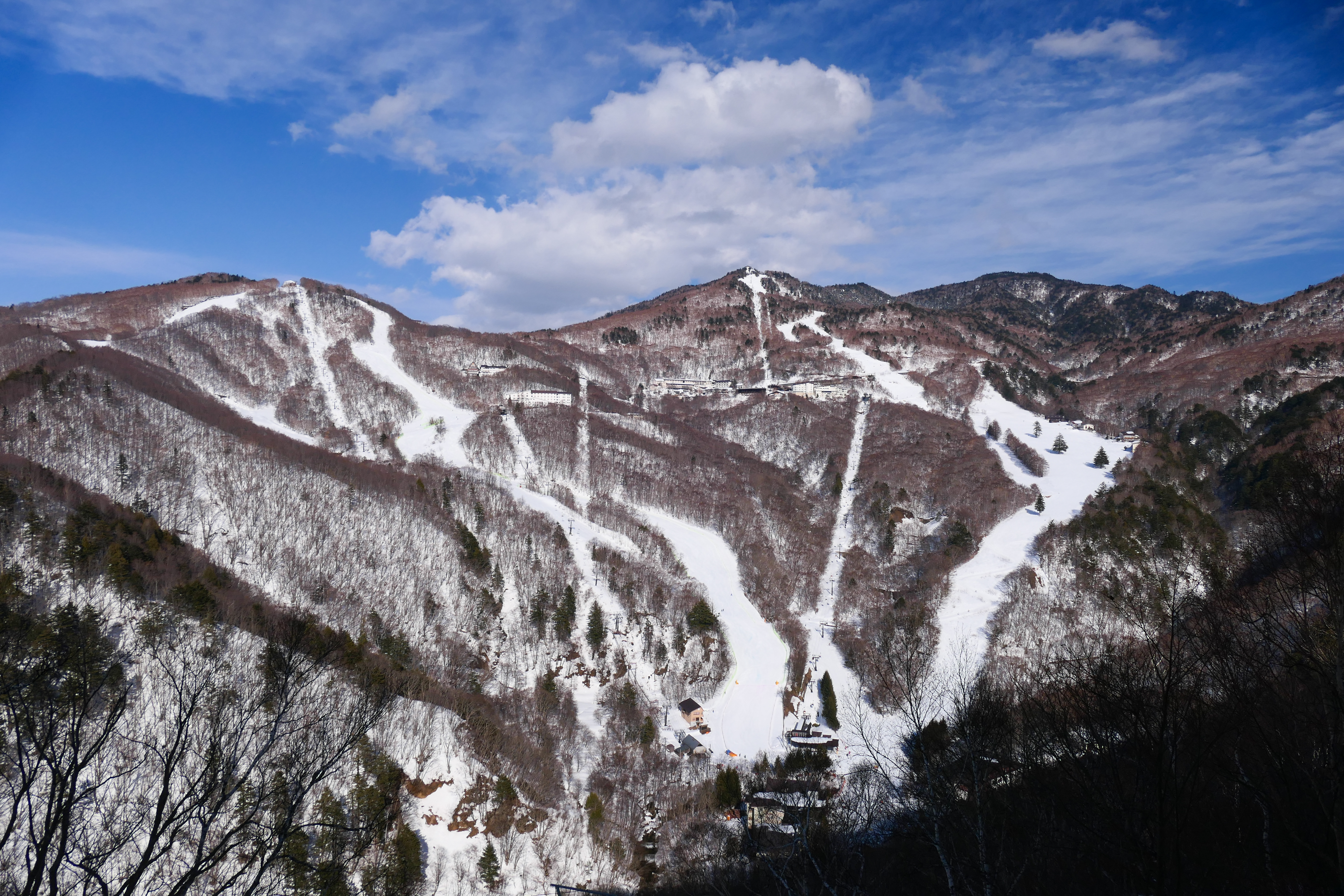
西館山スキー場(左)東館山スキー場(右)

- 奥志賀高原スキー場
- 焼額山スキー場
- 東館山スキー場
- 一の瀬ファミリースキー場
- 一の瀬ダイヤモンドスキー場
- 一の瀬山の神スキー場
- タンネの森オコジョスキー場
- 高天ヶ原マンモススキー場
- 西館山スキー場
- 発哺ブナ平スキー場
- ジャイアントスキー場
- 寺小屋スキー場
- 横手山スキー場

2013年12月18日、スターバックスコーヒーは日本国内で最も標高の高い店舗「横手山山頂店」を横手山スキー場のリフト山頂駅舎にオープンした。スキー場への出店も同社初。2014年5月までの期間限定契約だが、地域活性化のため通年営業に切り替える方向で話が進んでいる。
- 木戸池スキー場（リフト廃止により2017-2018シーズンから志賀高原スキー場からは除外されている）
- 石の湯スキー場(石の湯ロッジのみ残る)
- 熊の湯スキー場
- 笠岳スキー場（2009-2010シーズンより営業休止）
- 渋峠スキー場（長野県、群馬県にまたがる）
- 前山スキー場（2009-2010シーズンより冬季リフト運転休止）
- 丸池スキー場
- 蓮池スキー場
- サンバレースキー場

このうち、奥志賀、横手山（一部区域）、熊の湯（笠岳スキー場往復は除く）はスノーボード滑走禁止であったが、2015-2016シーズンより奥志賀、熊の湯でスノーボードが解禁された。

### 登山道・遊歩道
環境省が19の歩道を指定し、また、志賀高原観光協会が19のコースを紹介している。

#### 環境省指定歩道
- 鳥甲山登山線道路・・・ムジナ平から国立公園境界線にあたる稜線にある白クラの頭を経由して鳥甲山山頂に至る登山道。路線距離4.4km。
- 赤石山登山線道路・・・寺小屋峰・歩道分岐点（金山沢ノ頭）から赤石山に至る区間および大沼池・歩道分岐点から赤石山西に至る区間からなる登山道。路線距離5.0km。
- 焼額山登山線道路・・・一の瀬から焼額山山頂を経て奥志賀高原に至る登山道。路線距離7.3km。
- 岩菅山登山線道路・・・一の瀬旅館街及び聖平から岩菅山ノッキリに至る登山道。路線距離7.1km。
- 東館山切明縦走線道路・・・東館山山頂から岩菅山、烏帽子岳を経て切明に至る登山道。路線距離19.0km。
- 自然探勝線道路・・・蓮池から硯川に至る自然探勝路。路線距離6.8km。
- 上信越自然歩道線道路・・・横手山から四十八池に至る登山道。横湯川から発哺温泉に至る歩道。発哺温泉から切明・国立公園境界に至る登山道。
- 上林琵琶池線道路・・・地獄谷から琵琶池に至る歩道。
- 笠ヶ岳登山線道路・・・熊の湯から笠ヶ岳峠に至る登山道。
- 志賀高原長池線道路・・・長池を周遊する遊歩道。
- 志賀山回遊線道路・・・木戸池南および硯川から大沼林道口に至る歩道。清水駐車場から信大教育園に至る歩道。
- 志賀山縦走線道路・・・四十八池・歩道分岐点および鉢山西・歩道分岐点から清水口に至る登山道。
- カヤノ平八剣山登山線道路・・・カヤノ平野営場およびカヤノ平から八剣山山頂に至る登山道。
- 高標山登山線道路・・・カヤノ平野営場から高標山山頂に至る登山道。
- 切明野反湖線道路・・・切明・国立公園境界から渋沢ダムに至る登山道。
- 大倉新道線道路・・・西発哺から一の瀬西に至る歩道。
- 法坂坊寺山線道路・・・法坂から坊寺山山頂に至る登山道。
- 上林水無池線道路・・・上林・国立公園境界から水無池・歩道合流点に至る登山道。
- 四十八池高沢山線道路・・・四十八池上分岐・歩道分岐点から高沢山・歩道合流点に至る登山道。

#### トレッキングコース
志賀高原観光協会が紹介するトレッキングコースは以下の通りである。
遊歩道（初級/ファミリー向けコース）
- 横手山パノラマコース
- サンシャイントレール・水無池コース
- 東館山天空コース
- 旭山登山コース
- 奥志賀白樺苑路コース
- 大倉新道コース・・・環境省の大倉新道線道路にあたる。
- シナノキコース

探索歩道（中級/一般向けコース）
- せせらぎコース
- 池めぐりコース・・・環境省の志賀山回遊線道路（硯川から大夢魔林道口の区間）の一部にあたる。
- 清水新道・・・環境省の志賀山回遊線道路の一部（清水駐車場から信大教育園の区間）にあたる。
- 自然探勝コース・・・環境省の自然探勝線道路にあたる。
- まが玉の丘コース
- 峠の三十三観音コース・・・環境省の上林琵琶池線道路にあたる。

登山道（上級/健脚向けコース）
- 志賀山登山コース・・・環境省の志賀山縦走線道路にあたる。
- 焼額山登山コース・・・環境省の焼額山登山線道路にあたる。
- 岩菅山登山コース・・・環境省の東館山切明縦走線道路の一部（東館山から裏岩菅山の区画）および岩菅山登山線道路にあたる。
- 笠ヶ岳登山コース・・・環境省の笠ヶ岳登山線道路にあたる。
- 鉢山・横手山登山コース・・・環境省の上信越自然歩道線道路の一部（横手山から四十八池の区間）にあたる。
- 赤石山登山コース・・・環境省の赤石山登山線道路にあたる。

### 温泉
- 高天ヶ原温泉
- 発哺温泉
- ほたる温泉
  - 平床大噴泉
- 木戸池温泉
- 熊の湯温泉
- 硯川温泉
- 志賀山温泉
- 幕岩温泉
- 丸池温泉

### 野営場（キャンプ場）
- 大沼池野営場・・・大沼池の畔にあるキャンプサイト。レストハウス「エメラルド大沼」や公衆トイレなどが整備されている。
- 笠越野営場・・・旧笠岳スキー場の麓付近にあるキャンプ場。
- 巣鷹湖野営場（通称：スタカ湖キャンプ場）・・・キャンプサイト、炊事場、シャワー、トイレなどが整備されている。キャンプ用品のレンタルがある。湖畔でボートや釣りを楽しめる。
- カヤノ平野営場（通称：カヤの平高原キャンプ場）・・・キャンプサイト（オートキャンプ可）、ロッジ、炊事場、シャワー、トイレなどが整備されている。
- 木戸池キャンプ場・・・近接する木戸池温泉ホテルでの温泉入浴、木戸池でのボートを楽しめる。

### その他
- 志賀高原総合会館98
- 志賀高原歴史記念館　昭和12年に建てられた旧志賀高原ホテルのエントランス棟を改装した記念館。コルチナ冬季五輪で銀メダルを獲得した猪谷千春に関する情報を中心に展示。
- 森の音楽堂　奥志賀高原にあり、毎年夏に世界的指揮者小沢征爾による音楽会が行われている。
- 信州大学教育学部附属志賀自然教育研究施設・信州大学山岳科学総合研究所志賀高原センター
高地や山地の学術研究と、学生・社会人に自然教育の促進を図る目的である。志賀高原ではないが、木島平村上木島のカヤノ平にある「カヤノ平自然教育園（山地自然生態系実習園）」も、この施設の一部である。
  - 信州大学志賀自然教育園（亜高山自然生態系実習園）
丸池地区と熊の湯地区の間の、長池周辺が敷地である。冬季は閉鎖される。
    - 展示館
志賀高原の自然が展示してあり、哺乳類と鳥類は園内のほとんどの種類が展示してある。
    - ロックガーデン（高山植物園）
50種ほどの高山植物が植えられている。5月から花が咲き始め、8月からは多種の実が見られる。
    - 自然散策路
長池や溶岩台地の原生林を観察するのに適した歩道が整備されている。

- 東館山高山植物園 東館山ゴンドラリフト山頂駅の南斜面に広がる10万平方メートルの敷地に500種類を超える志賀高原自生の高山植物が植えられている。入場無料。東館山ゴンドラリフトまたは高天ヶ原サマーリフトでアクセスできる。
- 観光牧場
  - 奥志賀高原牧場（山本牧場）[13][14]・・・奥志賀牧場ともいう。1980年運営開始。所在地：長野県下高井郡山ノ内町大字夜間瀬字丸山12374。本社所在地：長野県下高井郡山ノ内町大字佐野1016。
  - かやの平牧場[15]・・・2002年放牧開始。所在地：長野県下高井郡木島平村大字上木島字往郷山。

## 歴史
- 1818年(文政元年)　沓野村坪根川辺に温泉が発見、湯屋が建造され「熱の湯」と名付けられた。
- 1841年(天保12年)　発哺に天狗の湯(後の発哺国際ホテル天狗の湯(2009年廃業)が開業した。
- 1881年(明治14年)　発哺に薬師の湯が開業した(2009年に廃業)。
- 1895年(明治28年)　渋峠道路が開通した。
- 1909年(明治42年)　熊の湯旅館(現熊の湯ホテル)が開業した。
- 1927年(昭和2年)　志賀高原の土地所有者の大半により財団法人下高井郡平穏村和合会(現:一般財団法人和合会)および財団法人下高井郡平穏村共栄会(現:一般財団法人共栄会)が設立された。
- 1929年(昭和4年)　ノルウェーのヘルセット中尉一行が、志賀高原一帯を「東洋のサンモリッツ」と称賛した。丸池無料休憩所(翌年:丸池ヒュッテ、現:丸池ホテル)が開業した。
- 1930年(昭和5年)　長野電鉄、和合会、平穏村長により「志賀高原」と命名された。志賀高原スキー場の最初のスキー場として旭山スキーコースが旭山スキー場(現在廃止)として開設、開業した。また新たに蓮池の崖コース(現ジャイアントスキー場)が開設された。
- 1937年(昭和12年)　志賀高原スキー場が鉄道省によって「国際スキー場」に指定された。志賀高原ホテル(開業時:志賀高原温泉ホテル)が開業した(1999年に廃業)。湯田中～丸池間の夏期バス運行が開始した。
- 1947年(昭和22年)　志賀高原丸池スキー場に進駐軍専用のスキーリフト各1基が架設され、これが日本初のスキーリフト建設となった。
- 1949年(昭和24年)　厚生省は、志賀高原を中心とした地域一帯を上信越高原国立公園に指定した。
- 1952年(昭和27年)　湯田中～沓打まで冬季バス運行が開始した。横手山山頂ヒュッテが開業した。
- 1954年(昭和29年)　信州大学が長池に植物園(現:信州大学自然教育園)を開設した。
- 1959年(昭和34年)　志賀高原観光協会が設立された。この頃から、これまで「上林温泉郷」の一部とされていた「志賀高原」の重きが増し、独立したエリアとしての認知されてきた[16]。
- 1960年(昭和35年)　志賀高原ロープウェイおよび東館山空中ケーブル(後の東館山ゴンドラリフト)が相次いで開通した。
- 1965年(昭和40年)　志賀草津道路(県道中野長野原線)が開通した(1970年に国道に昇格)。
- 1969年(昭和44年)　奥志賀高原スキー場、奥志賀高原ホテルが開業した。
- 1970年(昭和45年)　志賀高原ビジターセンターが開館した。
- 1972年(昭和47年)　上信越自然遊歩道(横手山山頂～発哺間)が開設された。
- 1973年(昭和48年)　山ノ内町と米国 サンバレー市とがスキー姉妹都市となり、法坂スキー場はサンバレースキー場に、サンバレー市中央通りは「志賀高原通り」に、それぞれ名称変更された。
- 1980年(昭和55年)　ユネスコは、志賀高原エコパーク(生物圏保存地域)の「核心地域」として志賀山、鉢山、大沼池、四十八池周辺の2,914haを指定した。
- 1983年(昭和58年)　焼額山スキー場、志賀高原プリンスホテル(東館)が開業した。1983～1984シーズンから志賀高原内の各スキー場を結ぶスキーシャトルバスの運行を開始した。
- 1986年(昭和61年)　奥志賀高原で小澤征爾が「森のオーケストラ」コンサートを開催した。志賀高原総合案内所が開所した。
- 1989年(平成元年)　FISアルペンスキーワールドカップ志賀高原大会が開催された(17か国、約150選手が参加)。
- 1990年(平成2年)　「石の湯のゲンジボタル生息地」が長野県天然記念物の指定を受けた(2008年に国の天然記念物に指定された)。
- 1991年(平成3年)　奥志賀スーパー林道が全線開通した(1995年に長野県に移管)。
- 1998年(平成10年)　長野冬季オリンピック、長野パラリンピックが志賀高原スキー場などで開催された。
- 2001年(平成13年)　環境省は「日本の重要湿地500」として志賀高原周辺湿原群(四十八池湿原、田ノ原湿原、高天ヶ原・一ノ瀬湿原、焼額山湿原、北ドブ湿原、一沼など)を選定した。
- 2009年(平成21年)　志賀高原で最初の施設である天狗の湯(後の発哺国際ホテル天狗の湯)が廃業した。
- 2011年(平成23年)　志賀高原ロープウェイが廃止された。
- 2013年(平成25年)　横手山山頂にスターバックスコーヒーが開店(12月18日～翌年GWまで)。
- 2018年(平成30年)　志賀高原山の駅が開業した(旧:志賀高原ロープウェイ蓮池駅を改装)。
- 2019年(令和元年)　環境省の国立公園利用拠点滞在環境等上質化事業に採択され、廃屋となった11宿泊施設のうち「天狗の湯」をはじめとする5施設の解体することを決定[17]した。

## 交通機関

### 索道
夏季を中心に営業するリフト(過去に営業していたものを含む)は以下のとおりである(スキーシーズンのみ営業の索道は除く)。
- 志賀高原ロープウェイ（2011年廃止）
- 高天ヶ原線（シングルリフト）（2011年廃止）
- 東館山ゴンドラリフト
- 高天ヶ原サマーリフト（スキーシーズン名称：高天ヶ原クワッドリフト。夏季は二人乗り。）
- 夏熊サマーリフト（スキーシーズン名称：熊の湯第3クワッドリフト）
- 横手山スカイレーター（夏季のみ）
- 横手山スカイリフト（スキーシーズン名称：横手山第3スカイリフト）
- 前山ペアリフト（夏季のみ）
- 渋峠ロマンスリフト
- 奥志賀高原ゴンドラリフト（8月、体育の日前後）

また、環境省は夏季の運輸施設として次の索道を指定（予定）している。

- 志賀高原前山索道運送施設（前山ペアリフト）
- 丸池発哺索道運送施設
- 横手山索道運送施設（横手山第1・2・3スカイリフト）
- 一の瀬索道運送施設（一ノ瀬ファミリークワッドリフト）・・・路線距離1.5km。最大輸送量3000人/時。
- 奥志賀高原運輸施設（奥志賀高原ゴンドラリフト）・・・路線距離2.0km。最大輸送量1800人/時。
- 焼額山運輸施設（焼額山第2ゴンドラリフト）・・・路線距離2.5km。最大輸送量3000人/時。
- 熊の湯運輸施設（熊の湯第3クワッドリフト）・・・路線距離1.5km。最大輸送量3000人/時。
- 上ノ平毛無山索道運送施設（やまびこ第2フォー）

### バス
- 長電バス

## アクセス
長野オリンピック開催時に、道路や鉄道が整備されたため、以前よりアクセスは容易になった。

### 道路

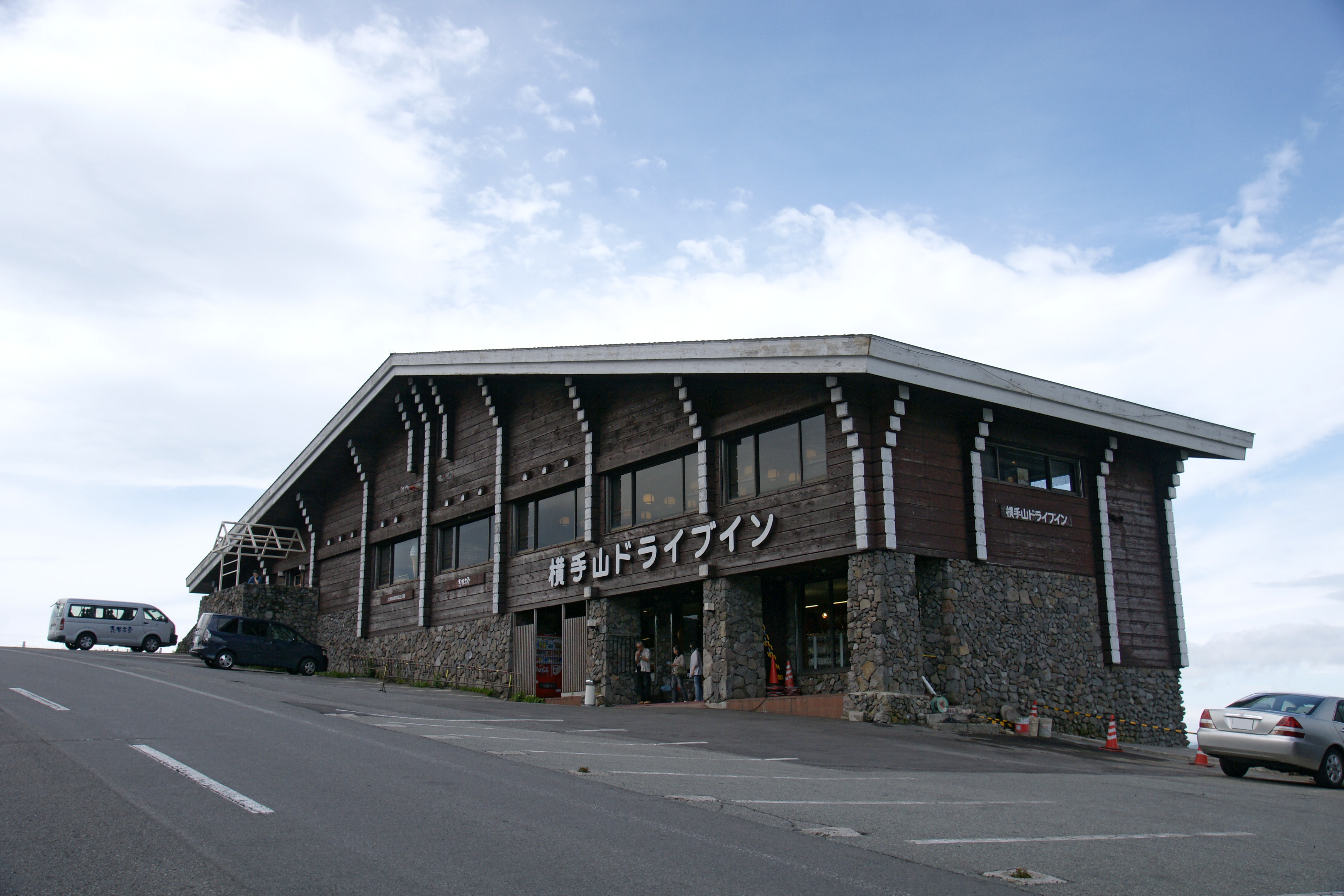
国道292号、横手山ドライブイン

- 国道292号（志賀草津道路/志賀草津高原道路 もしくは志賀草津ルート、志賀草津高原ルートとも呼ばれる）
  - 群馬県境にある渋峠（2172メートル）は国道最高所である。熊の湯地区の陽坂ゲートから東は、11月上旬頃から翌年4月下旬頃まで通行止めになる。東は万座温泉・草津温泉・長野原町へ、西は湯田中渋温泉郷・上信越自動車道信州中野ICがある中野市・飯山市へ通ずる。
  - 国道292号線渋峠付近の交通事情
    - 渋峠付近は冬季通行止めとなるため、スキーシーズン中は群馬県側からのアクセスは不可。
    - 2018年1月23日に噴火した草津白根山の影響により、群馬県側の殺生河原駐車場（群馬県吾妻郡草津町） - 万座三差路（群馬県吾妻郡 嬬恋村）の8.5kmの区間が夜間通行止（17時 - 翌日8時）。
    - 2018年9月21日、草津白根山の噴火レベルが2から1に引き下げられたことを受けて一旦は29日から全面通行解除となる予定であったが、前日の28日再び火山性微動が増加し再び噴火レベルが2に引き上げられたことから全面通行解除は見送られ全面通行止めとなった。
    - このように草津白根山の不安定な状態が続いているため、通行を検討する際は最新情報を確認する必要がある。
    - ゴールデンウィークなどの連休中は、しばしば渋滞を引き起こす。スキーシーズンの連休期間などは、激しい渋滞とともに急坂・急カーブを伴う山道のうえ、慣れない雪道を運転する者が多いためか、追突事故が多い。
- 国道405号
  - 新潟県の津南方面から南下して上信越高原国立公園の入口となる切明温泉まで整備されている。計画では中津川をさらに上流まで南下して水源となる群馬県の野反湖にて群馬県側の国道405号に接続する予定である。
  - 切明温泉からは林道秋山線（通称：秋山林道または雑魚川林道）にて長野県道502号奥志賀公園栄線に接続する。
- 長野県道66号豊野南志賀公園線
  - 長野市豊野を起点として小布施から山田牧場を経由して笠越を結ぶ県道。笠越で国道292号に接続する。冬期は山田牧場から笠ヶ岳山麓間は通行止めとなる。
- 長野県道471号奥志賀公園線
  - 蓮池から奥志賀高原を結ぶ、志賀高原内で完結する県道。蓮池で国道292号に、奥志賀高原で長野県道502号奥志賀公園栄線に接続している。
- 長野県道502号奥志賀公園栄線
  - 奥志賀高原からカヤノ平、野沢温泉、栄村を結ぶ県道。俗に奥志賀スーパー林道と呼ばれる。11月上旬から4月下旬まで、全線通行止めとなる。
- 林道金倉竜王線
  - 湯田中温泉街から金倉林道で、あるいは、竜王スキーパークの麓付近から倉下林道で、竜王山方面を目指し合流する三叉路にて本林道を経由して一ノ瀬ダイヤモンドスキー場に隣接したパノラマパーキング駐車場に至る。
- 林道丸山中津川線(丸山林道)
  - 国道403号線の山ノ内町大字夜間瀬字須賀川付近から林道土橋白沢線に入り、本林道起点から白沢川沿いを通り、剣沢ダム入口、奥志賀高原牧場入口を経由して長野県道502号奥志賀公園栄線に合流する。
- 北志賀林道
  - 山ノ内町大字夜間瀬の竜王スキーパークの麓付近からから北に進み、林道丸山中津川線との分岐点から白沢川を渡り、高標山の西麓を経由してカヤの平にて林道清水平線に合流する。一般車両通行止めのため徒歩でのみ通行可。
- 林道清水平線
  - 国道403号線の木島平村大字上木島字糠塚(山ノ内町との町界付近)から概ね日向入川に沿いカヤノ平牧場を経由して長野県道502号奥志賀公園栄線に至る。
- 林道馬曲(まぐせ)鳥甲線
  - 国道403号線の木島平村大字上木島字往郷(馬曲温泉付近)から城蔵山の北麓を東進して木島山北西麓にて長野県道502号奥志賀公園栄線に接続する。県道502号を斜めに横断して下水内郡栄村大字堺五宝木に至る計画であるが未整備区間が残る。
- 極野(にての)林道
  - 国道117号線の逆巻交差点から分岐する長野県道509号線の極野集落を起点とする林道で、北野側、ムジナ沢に沿い、長野県道502号奥志賀公園栄線に至る。一般車両通行止めのため徒歩でのみ通行可。

### 鉄道
- 最寄り駅は、長野電鉄長野線の湯田中駅である。湯田中駅から路線バスが運行されている。
- JRに限ると、最寄り駅は飯山線の立ケ花駅であるが、直通するバスはない。
- JRの新幹線および特別急行列車に限ると、北陸新幹線などの長野駅・飯山駅が至便である。両駅から路線バス（急行バス）が運行されている。
- 群馬県側の最寄り駅は、JR吾妻線の長野原草津口駅である。軽井沢駅および長野原草津口駅から白根火山までと、白根火山からの路線バスがそれぞれ運行されており、両者を乗り継いでいくことができる。

### バス
- 湯田中駅から奥志賀高原までと、途中蓮池から分岐しほたる温泉の硯川を経て白根火山まで、長電バスが路線バスを運行している。さらに白根火山から草津温泉または万座温泉を経て、長野原草津口駅および軽井沢駅まで、JRバス関東・西武観光バス・草軽交通が路線バスを運行している。このうち、硯川から白根火山および、白根火山から草津温泉または万座温泉は、渋峠付近の道路が通行止めになるため、冬季は運休である。
- 長野駅・飯山駅から長電バスが急行バスを運行している。
- スキーシーズン中は、長電バスの路線バスが一部の時間帯に志賀高原エリア内においてスキーシャトルバスとして運行され、無料で乗車することができる。かつては志賀高原スキー場共通リフト券（ICチケットに限る）所持者で、乗車時点で有効のものであれば、そのリフト券で乗車することができるというものであった。
- 冬には、首都圏などから、直行バス（いわゆるスキーバス）が運行される。
- 新潟県津南方面からは南越後観光バスの路線バスの津南・反里口・見玉線の見玉から秋山郷線（デマンドバス）が切明まで運行している。

### 徒歩
- 上信越国立公園の志賀高原地区に地区外からアプローチできる歩道（登山道）は次のとおりである。
  - 国道405号線の小赤沢集落（長野県下水内郡栄村大字堺字小赤沢）から屋敷温泉、屋敷山尾根（標高1542.8mの三角点）を経由して鳥甲山（標高2037.7m）に至る登山道がある。山頂ではムジナ平に下る鳥甲山登山線道路に接続する。
  - 国道405号線の野反ダム（群馬県吾妻郡中之条町大字入山）から、高沢山（標高1906m）を経由して大高山（標高2079.6m）に至る登山道がある。野反ダムには切明温泉や苗場山（標高2145.2m）から、高沢山には尻焼温泉から、それぞれアクセスできる。
  - 尻焼温泉から、一ツ石（標高1825m）を経由して、オッタテ峠（標高1853m）に至る登山道がある。稜線を東進すれば大高山へ、西進すれば赤石山（標高2109m）に到達できる。
  - 草津温泉から、常布ノ滝、大平湿原（標高1608m）、芳ヶ平（ヒュッテ付近の標高1832m）を経由して渋峠（標高2152m）に至る登山道がある。大平湿原までは尻焼温泉から、芳ヶ平までは国道292号線の草津白根レストハウス付近からの車道（一般車進入禁止）から、それぞれアクセスできる。
  - 上林温泉から、安南平（旧安南平スキー場）を経由して笠ヶ岳（標高2079.5m）に至る登山道がある。但し長年未整備のため、通行は困難を極める。
  - 竜王スキーパークの麓から竜王ロープウェイ山頂駅を経由して竜王山（標高1935m）に至る登山道がある。山頂からは焼額山（標高2011m）への遊歩道が整備されている。

## 志賀高原に因む作品

### ドラマ
- 『十津川警部シリーズ45・志賀高原殺人事件〜黒姫伝説の謎〜』2011年

### 映画
- 『若草物語』森永健次郎・監督 日活 1964年

### 小説
- 『盗賊』三島由紀夫・作 真光社（初出「午前」）1948年
- 『地には平和を』小松左京・作 宇宙塵 1963年
- 『志賀高原殺人事件』西村京太郎・作 徳間書店 1989年

### ゲーム
- 『ガラスの運命』アイデス（PC-9800シリーズ）1995年

## その他
- 奥志賀高原のホテルグランフェニックスにはほぼ毎年、天皇徳仁が訪れている。
- 地籍について、正式には山ノ内町平穏7148番地（国道292号沿い）および平穏7149番地（長野県道471号奥志賀公園線沿いの志賀高原プリンスホテル南館以南）の公簿面積575.5haで、志賀高原のほとんどのエリアを占める。焼額山および奥志賀高原地区（公簿面積459ha）は、山ノ内町夜間瀬になる。渋峠スキー場の一部は、群馬県吾妻郡中之条町である。
- 一般財団法人和合会は志賀高原のうち志賀山を中心とする大字平穏の地番7148および7149の所有権を有し入会地として管理している[18]。また、一般財団法人共益会は焼額山を中心とする大字夜間瀬の一部を所有し入会地として管理している。奥志賀高原地区は山ノ内村の村有地となっている。開発が白紙となった岩菅山一帯（847.5ha）は和合会と共益会の共有地として両者で入会地として管理している。